# 訃報 2023年5月
訃報 2023年5月（ふほう 2023ねん5がつ）では、2023年5月に物故した、または物故が報じられた人物についてまとめる。

## 1日 - 15日

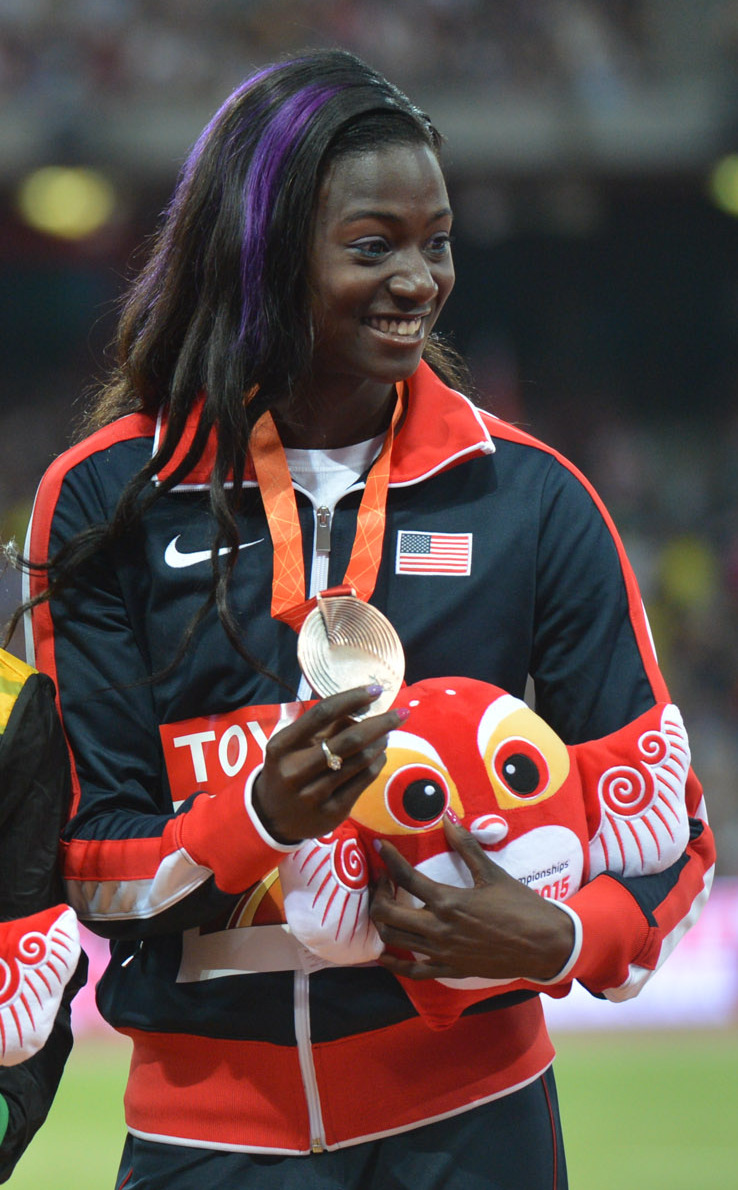
トリ・ボウイ／5月2日没

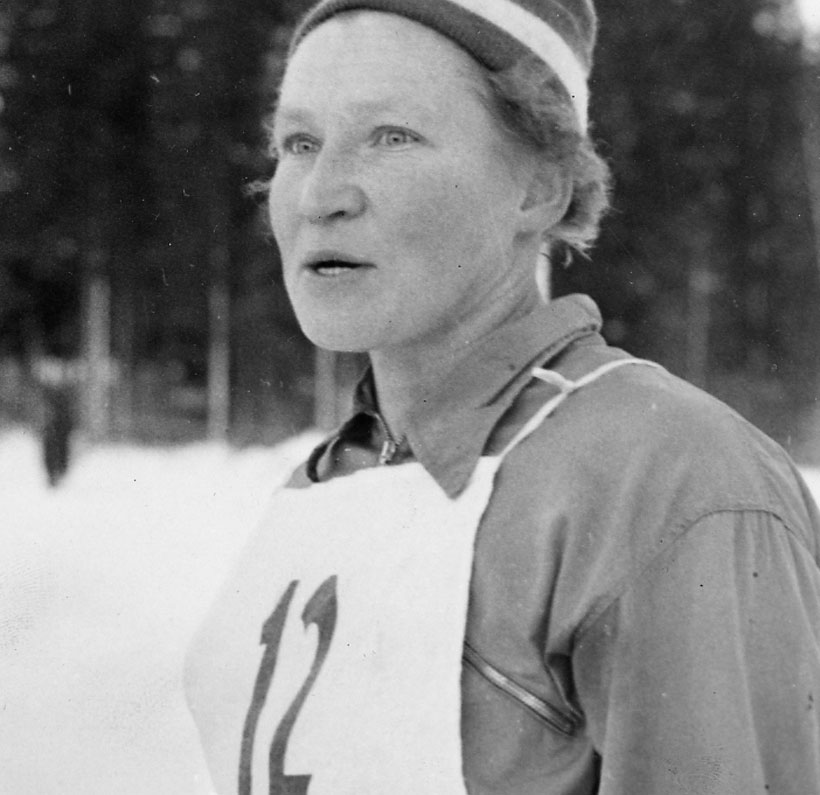
シーリ・ランタネン／5月5日没

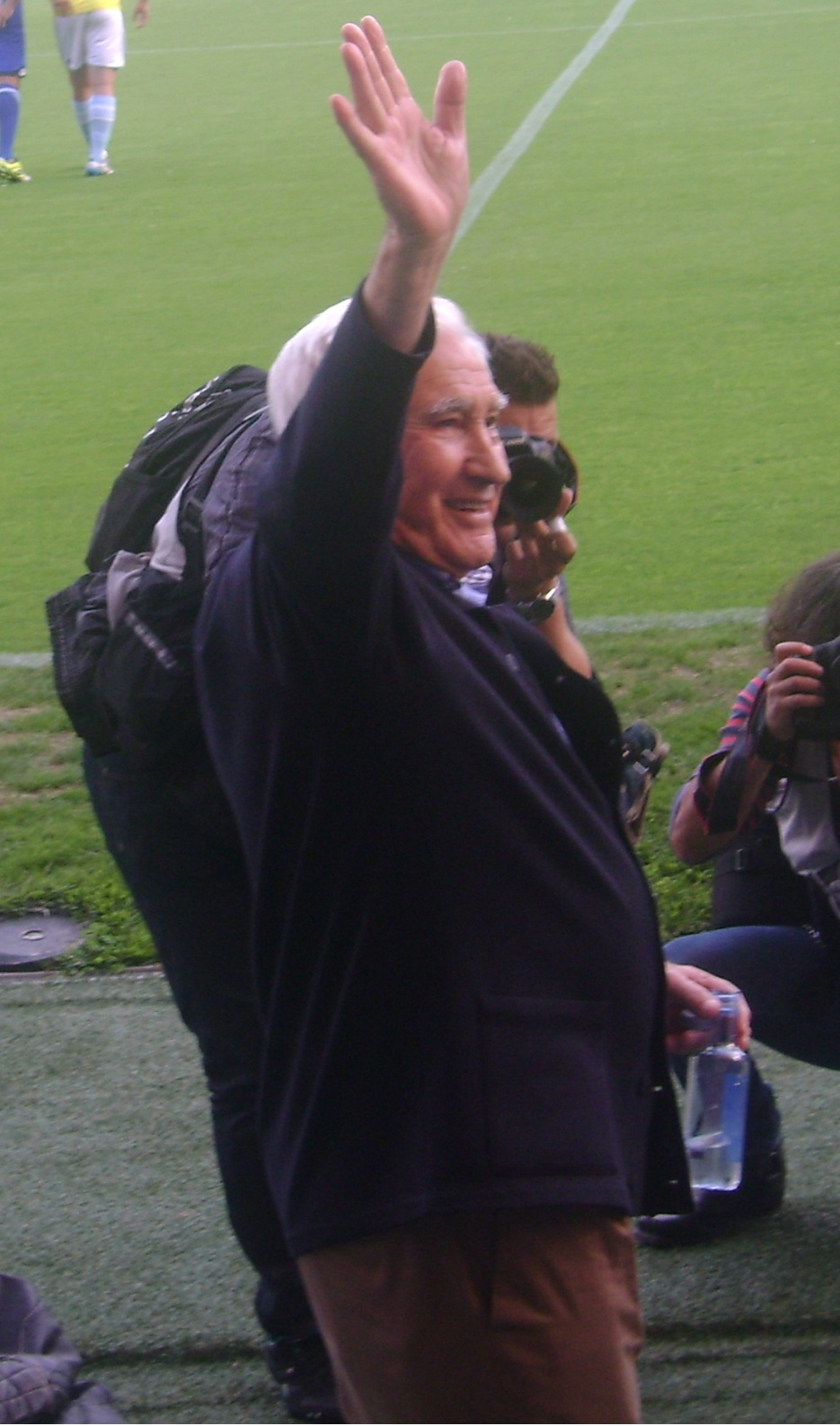
アルセニオ・イグレシアス／5月5日没

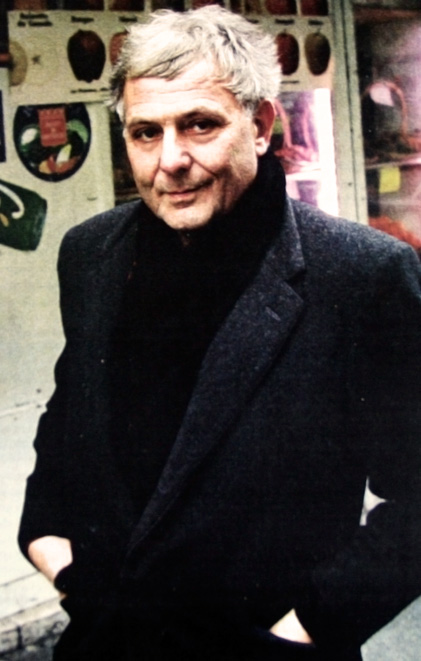
フィリップ・ソレルス／5月5日没

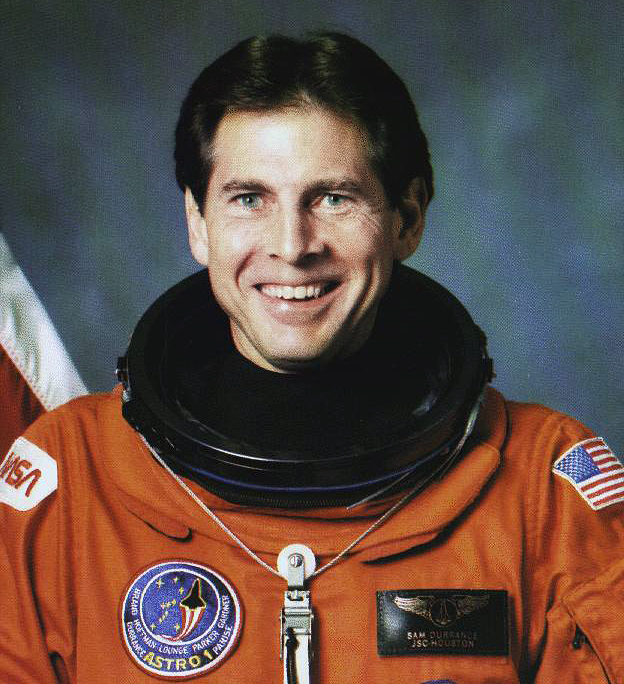
サミュエル・デュランス／5月5日没

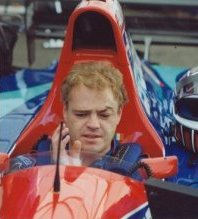
ジョージ・フーシェ／5月5日没

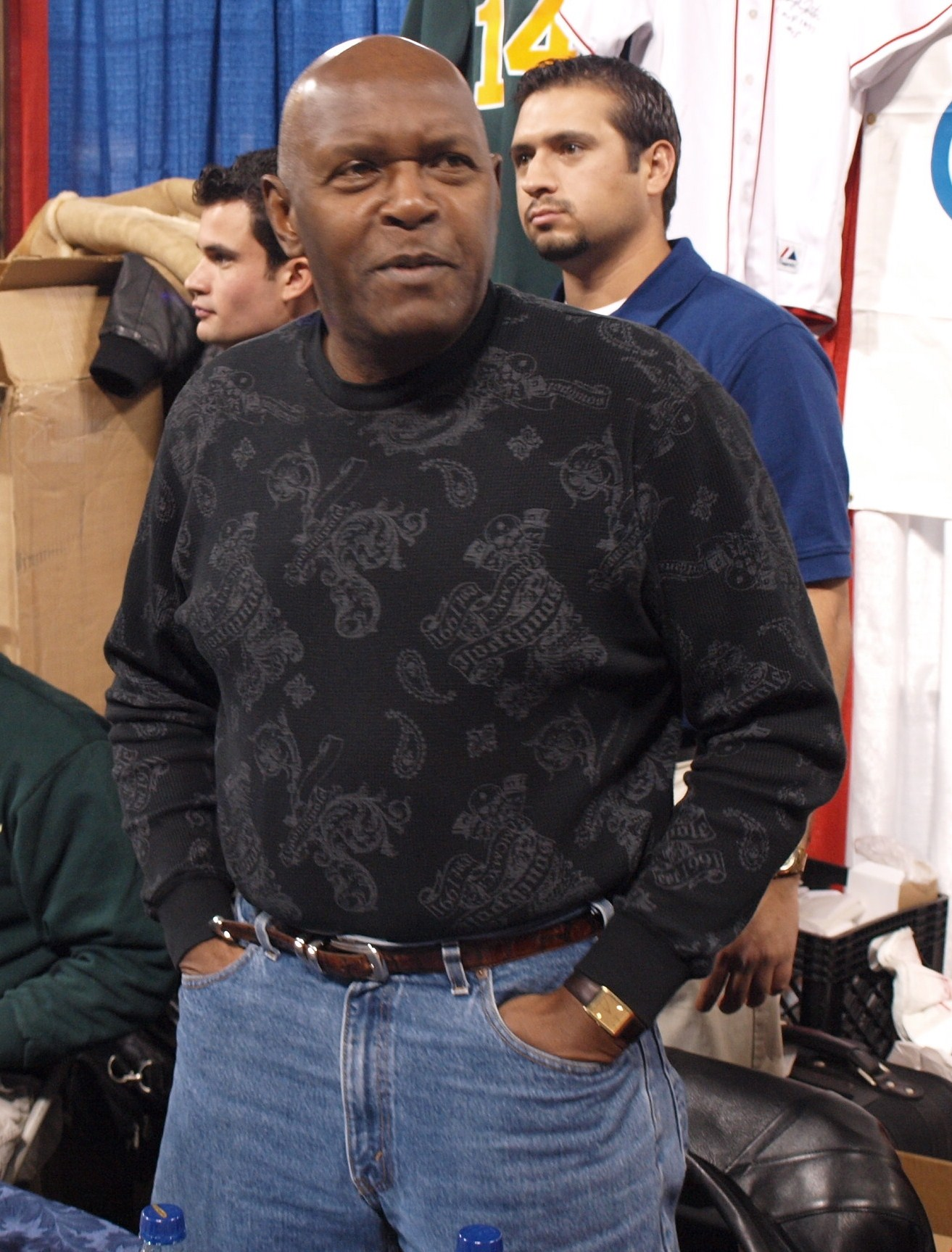
ヴァイダ・ブルー／5月6日没

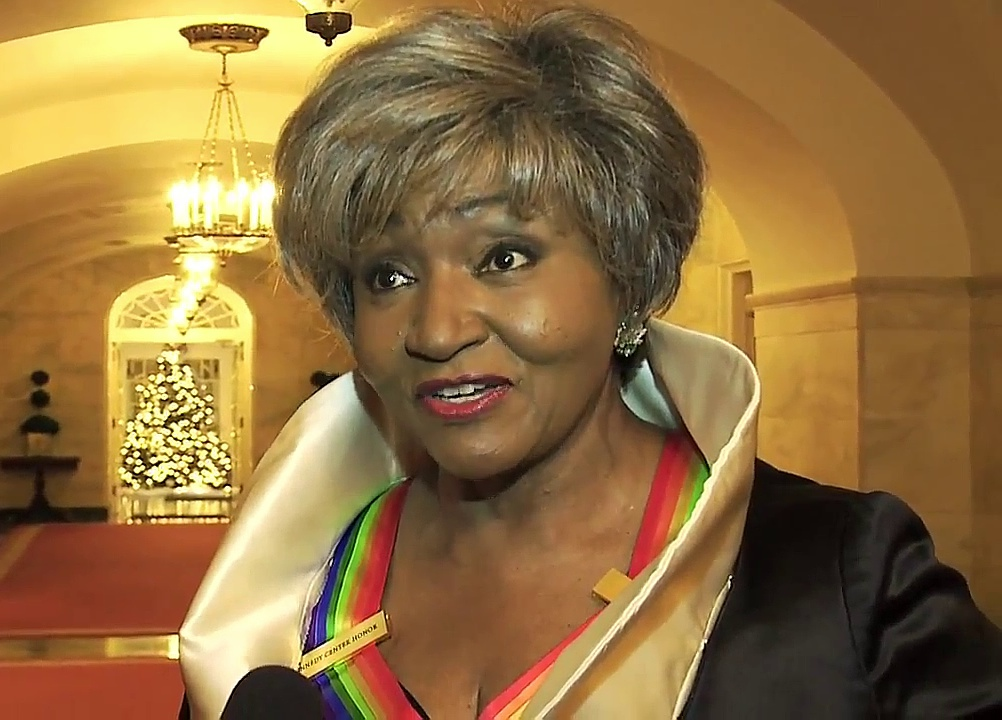
グレース・バンブリー／5月7日没

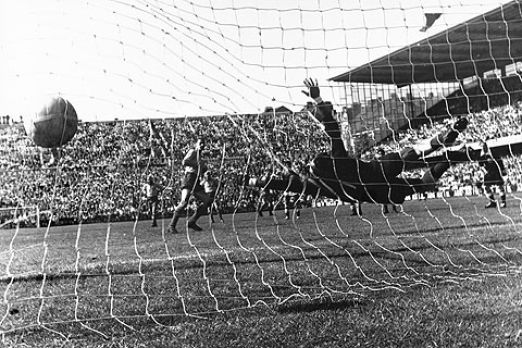
アントニオ・カルバハル（ゴールキーパー）／5月9日没

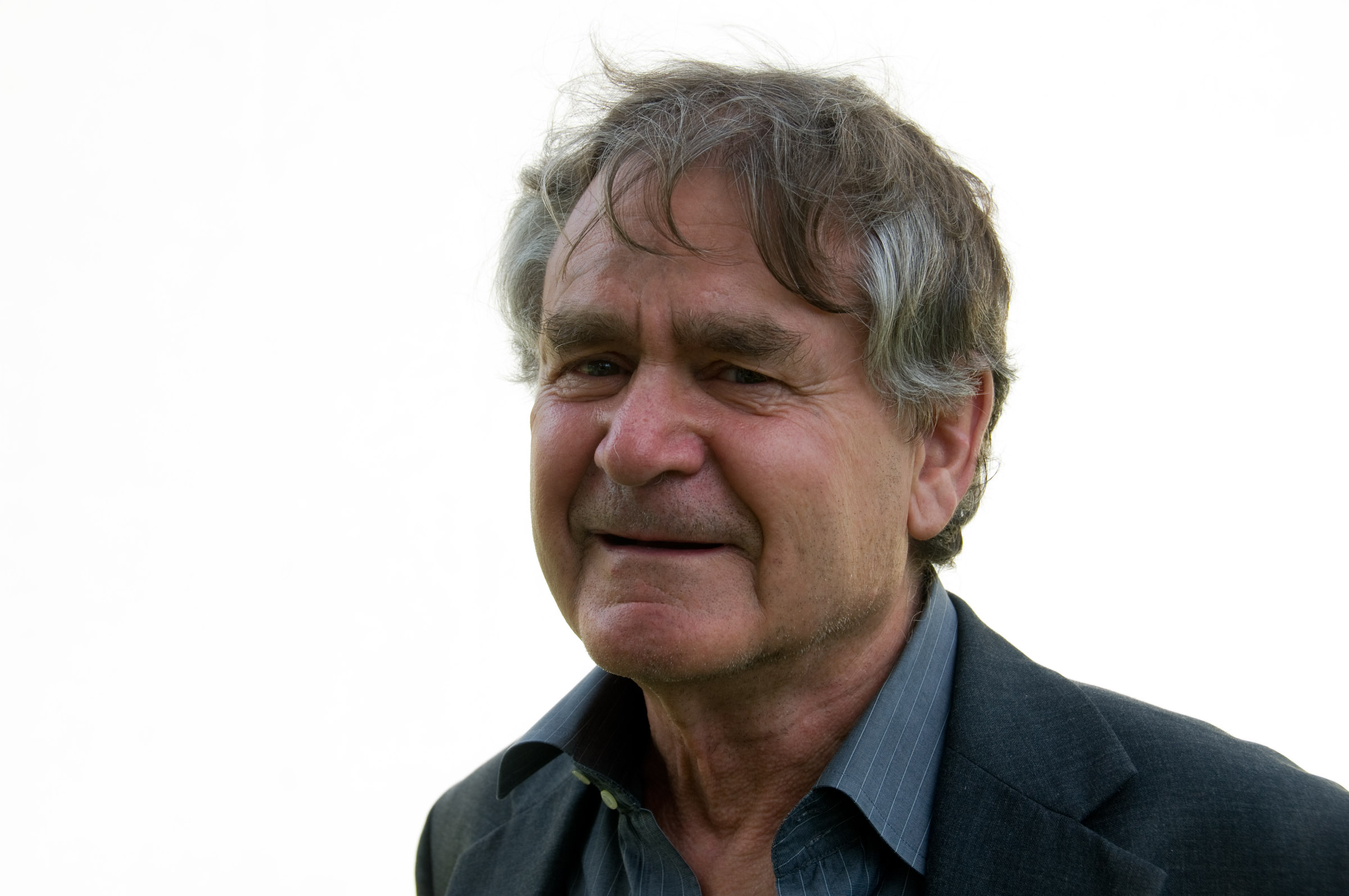
イアン・ハッキング／5月10日没

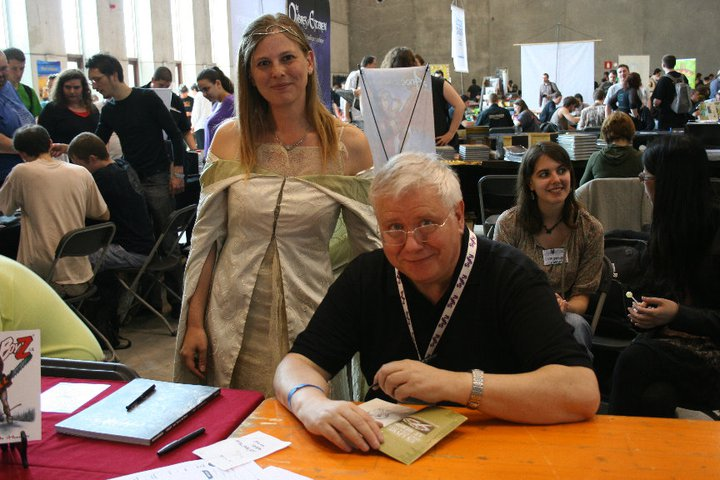
ラス・ニコルソン／5月10日没

ケネス・アンガー／5月11日没

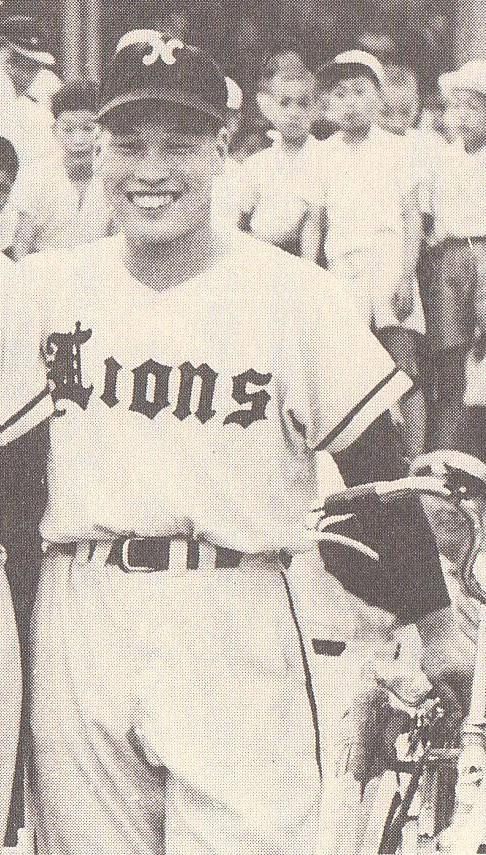
中西太／5月11日没

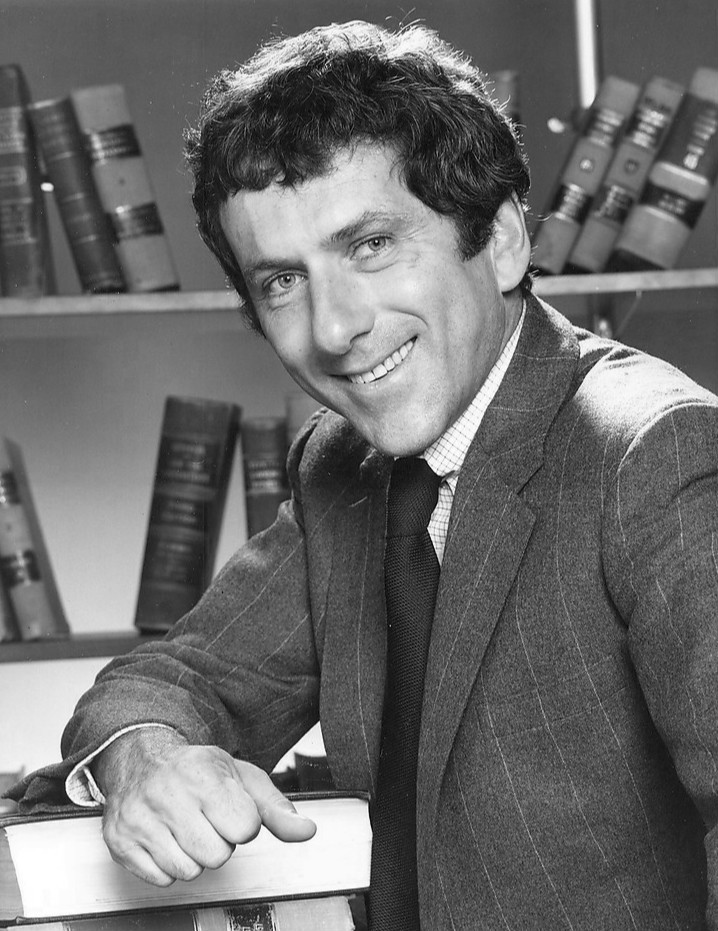
バリー・ニューマン／5月11日没

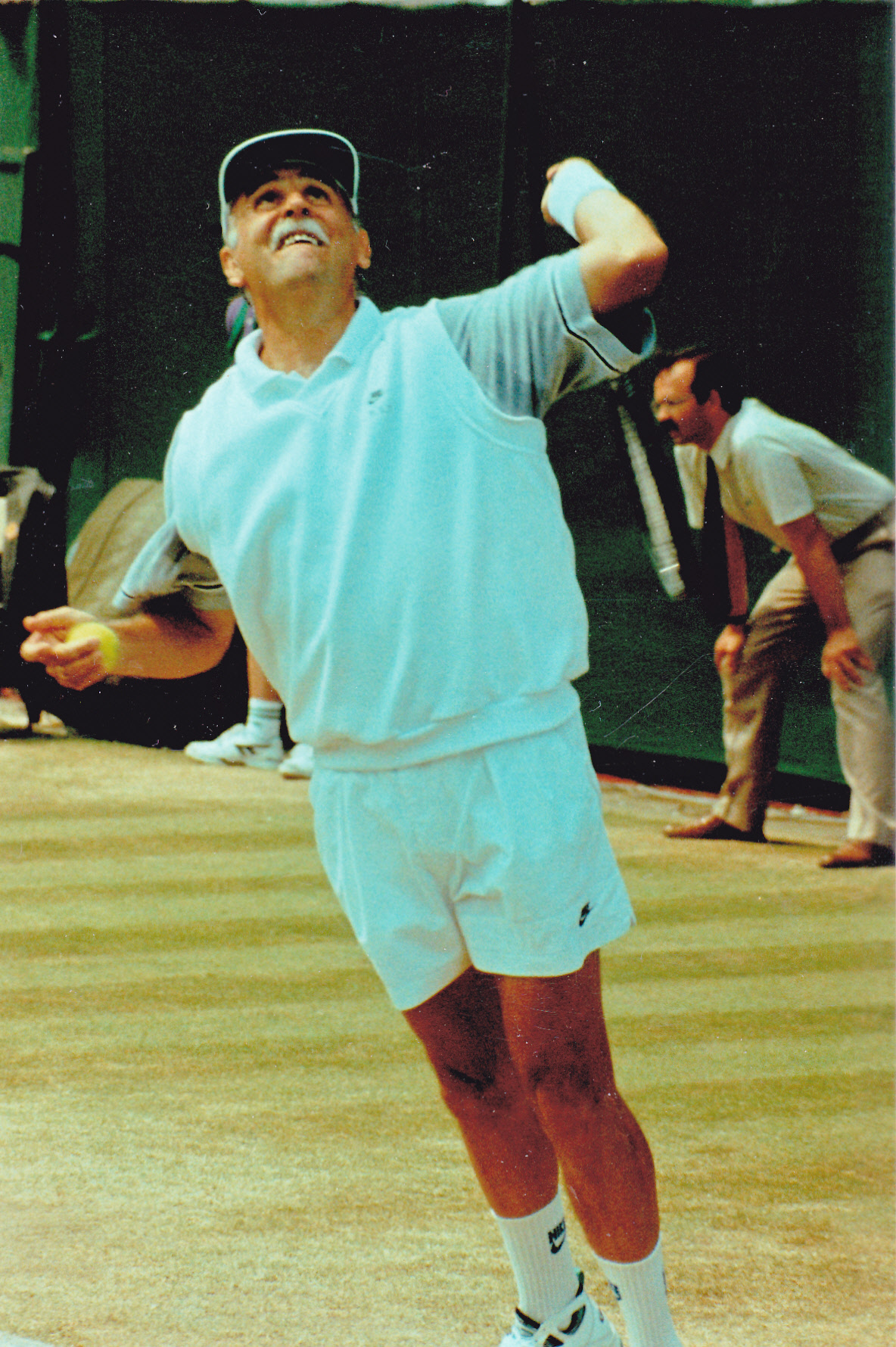
オーウェン・デビッドソン／5月12日没

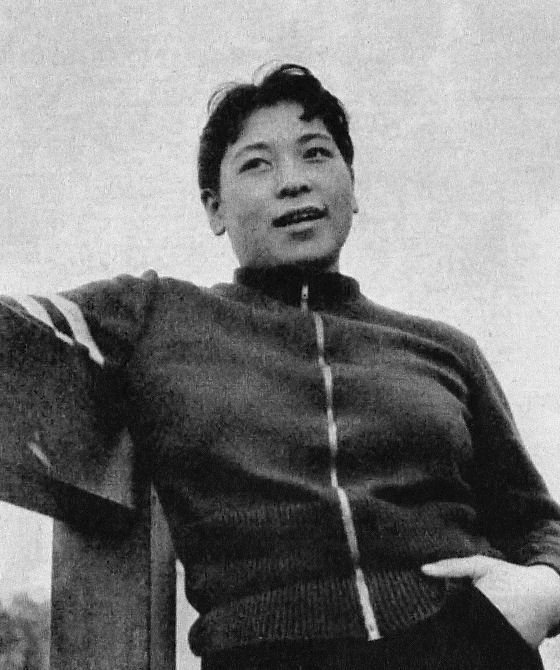
池田敬子／5月13日没

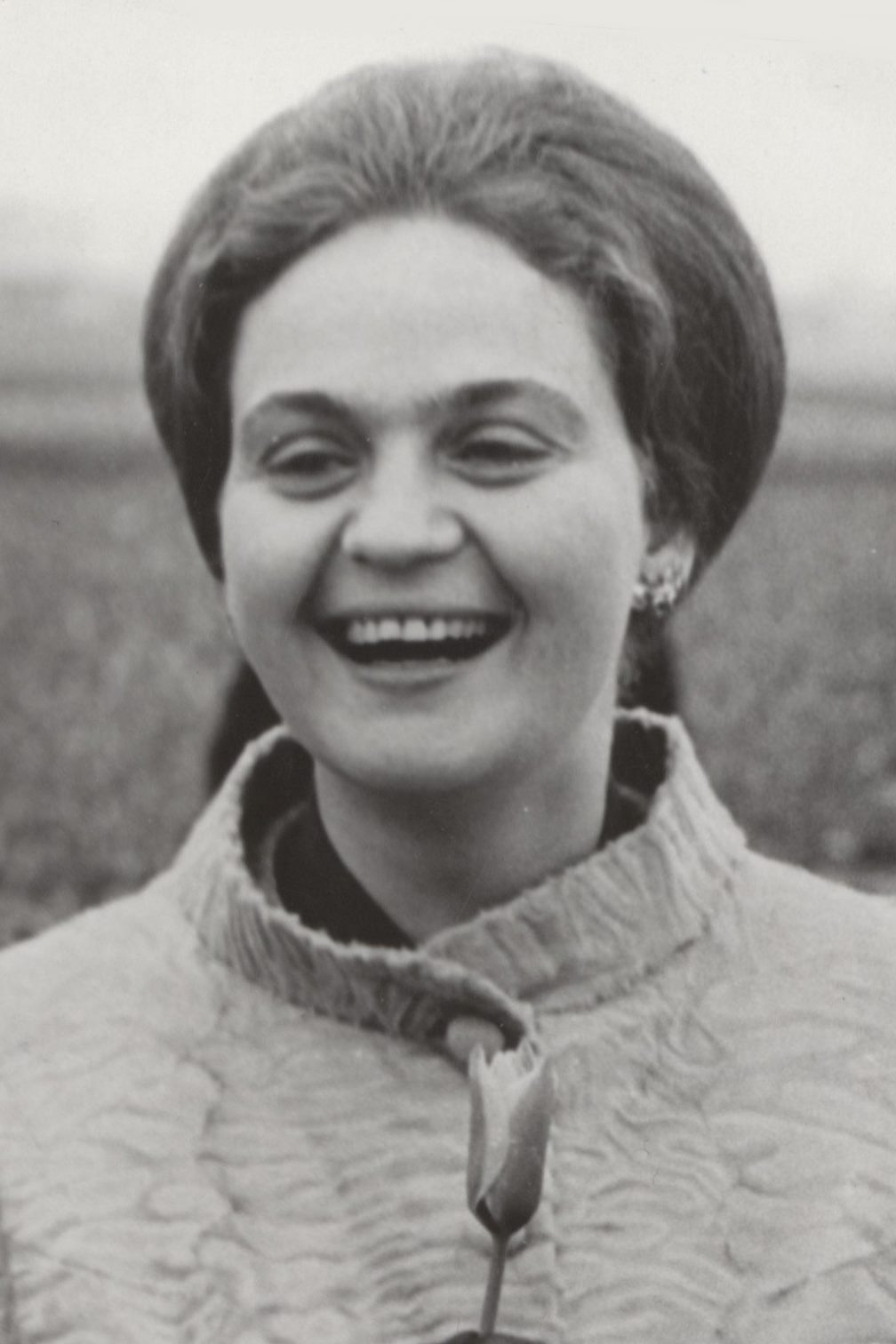
イングリット・ヘブラー／5月14日没

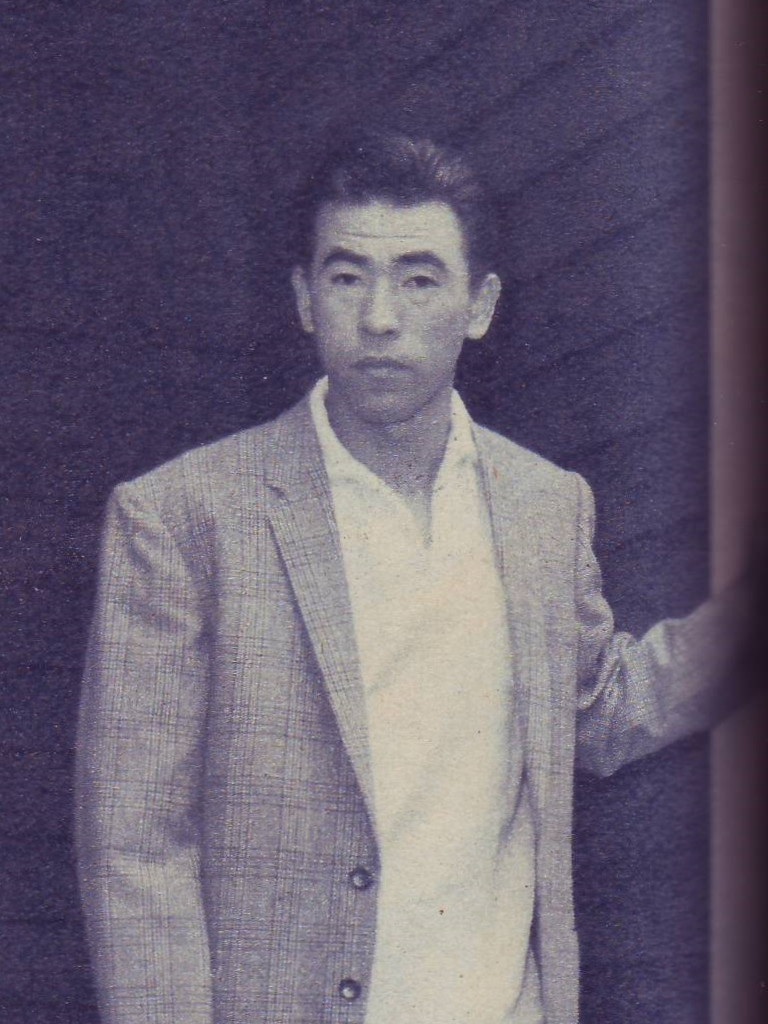
毒島章一／5月14日没

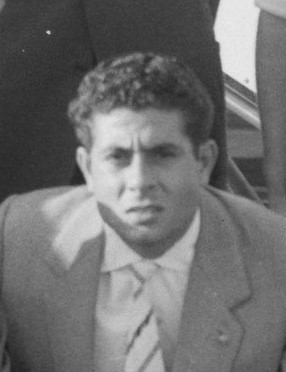
フェラン・オリベジャ／5月14日没

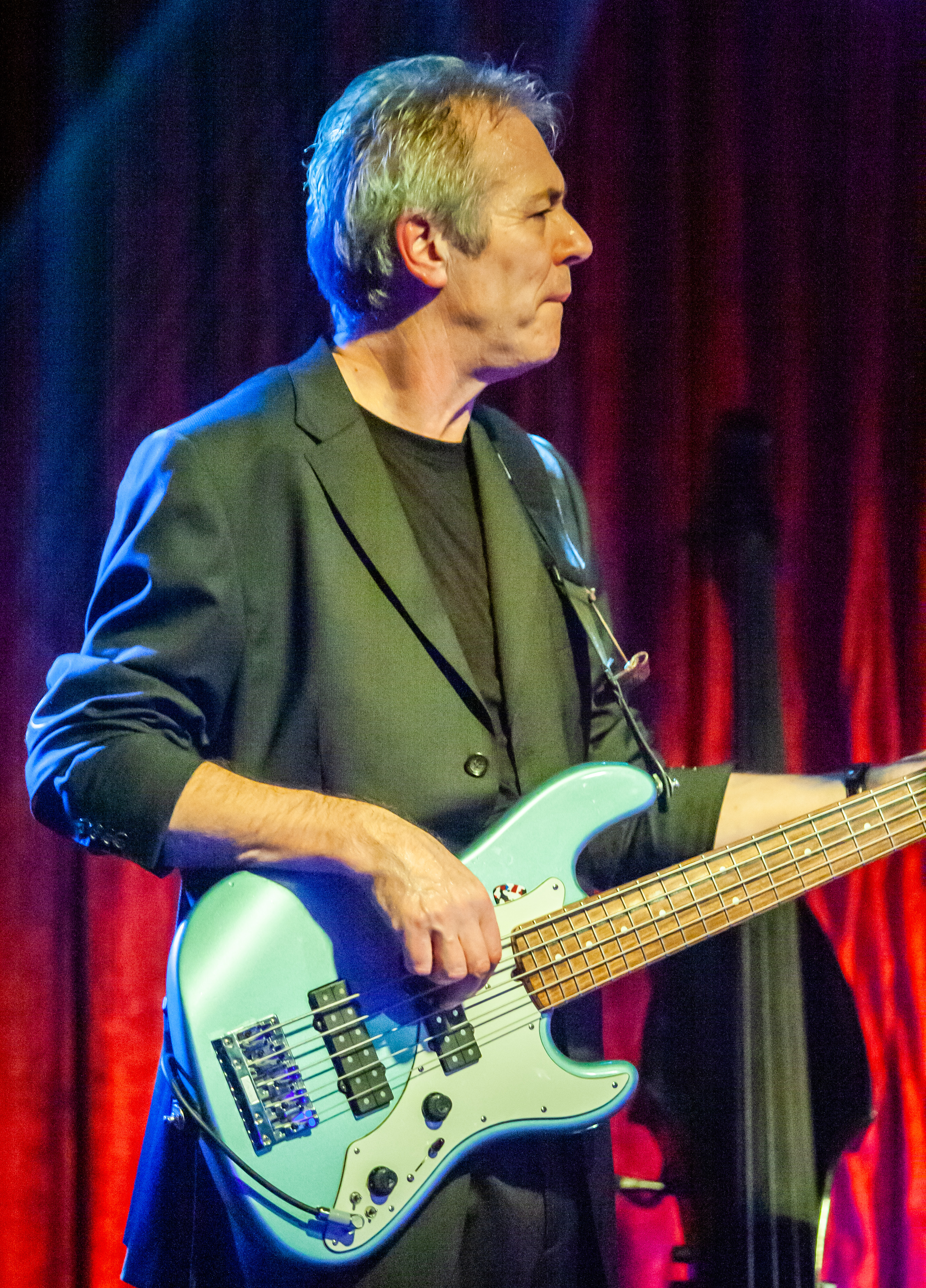
ジョン・ギブリン／5月14日没

- 5月1日 - 渡辺芳子、日本の女優（* 1927年）[1]
- 5月1日 - ゴードン・ライトフット（英語版）、カナダのシンガーソングライター、フォークシンガー（* 1938年）[2]
- 5月1日 - 安藤正海、日本の物理学者（* 1942年）[3]
- 5月1日 - アイリーン・サキ（英語版）、日本出身のアメリカ合衆国の女優（* 1943年）[4]
- 5月1日 - カルヴィン・デイビス（英語版）、アメリカ合衆国の元陸上競技選手、1996年アトランタオリンピック400mハードル銅メダリスト（* 1972年）[5]
- 5月1日 - フェリペ・コラレス（英語版）、ブラジルの総合格闘家（* 1994年）[6]
- 5月2日 - 栗田厚、日本の実業家、元日本紙パルプ商事社長（* 1925年?）[7]
- 5月2日 - バーバラ・ブリン（英語版）、イギリス出身のアメリカ合衆国の女優（* 1929年）[8]
- 5月2日 - 浜谷芳仙、日本の書家（* 1931年?）[9]
- 5月2日 - アルン・マニラール・ガンディー（英語版）、南アフリカ共和国出身のアメリカ合衆国の作家、政治活動家、マハトマ・ガンディーの孫（* 1934年）[10]
- 5月2日 - 小林辰興、日本の銀行家、元栃木銀行頭取（* 1940年）[11]
- 5月2日 - ベルナール・ラパセ（英語版）、フランスの元ラグビーユニオン選手・協会理事、前ワールドラグビー理事長（* 1947年）[12]
- 5月2日 - ダミル・ショルマン（英語版）、クロアチアの元バスケットボール選手、1968年メキシコシティー・1976年モントリオールオリンピック銀メダリスト（* 1948年）[13]
- 5月2日 - ワレンチン・ユダシキン（英語版）、ロシアのファッションデザイナー（* 1963年）[14]
- 5月2日 - 雑賀克郎、日本の俳優（* 1974年）[15]
- 5月2日 - カデル・アドナン（英語版）、パレスチナのイスラーム主義活動家、元イスラーム聖戦報道官（* 1978年）[16]
- 5月2日 - トリ・ボウイ、アメリカ合衆国の陸上競技選手、2016年リオデジャネイロオリンピック女子4×100mR金メダリスト（* 1990年）[17]
- 5月3日 - 渡辺豊重、日本の芸術家（* 1931年）[18]
- 5月3日 - リンダ・ルイス、イギリスのシンガーソングライター（* 1950年）[19]
- 5月3日 - ニキツァ・ヴァレンティッチ（英語版）、クロアチアの政治家、第5代クロアチア首相（* 1950年）[20]
- 5月3日 - アレッサンドロ・ダラトリ（英語版）、イタリアの映画監督、脚本家、俳優（* 1955年）[21]
- 5月4日 - 井料堅治、日本の獣医師（* 1932年）[22]
- 5月4日 - 金城盛紀、日本の英文学者、神戸女学院大学名誉教授（* 1933年）[23]
- 5月4日 - 青木清、日本の動物行動学者、上智大学名誉教授（* 1938年）[24]
- 5月4日 - 原尞、日本の推理作家、元ジャズピアニスト（* 1946年）[25]
- 5月4日 - 庄司博史、日本の言語学者、国立民族学博物館名誉教授（* 1949年）[26]
- 5月4日 - 石川順一、日本の実業家、DINOS CORPORATION会長（*1952年）[27]
- 5月4日 - リファト・ラストデル（英語版）、モンテネグロの政治家、元モンテネグロ共和国大統領代行（* 1950年）[28]
- 5月5日 - シーリ・ランタネン、フィンランドの元クロスカントリースキー選手、1956年コルチナ・ダンペッツオオリンピック女子3×5kmリレー金メダリスト（* 1924年）[29]
- 5月5日 - 栗田勇、日本の作家、評論家（* 1929年）[30]
- 5月5日 - アルセニオ・イグレシアス、スペインの元サッカー選手・指導者【デポルティーボ・ラ・コルーニャなどに所属】（* 1930年）[31]
- 5月5日 - クリス・ストラックウィッツ（英語版）、ポーランド出身のアメリカ合衆国のレコード・レーベル経営者、アーフーリー・レコード設立者（* 1931年）[32]
- 5月5日 - 大澤勝、日本の教育者、日本福祉大学元学長、名誉総長（* 1931年）[33]
- 5月5日 - フィリップ・ソレルス、フランスの作家、批評家（* 1936年）[34]
- 5月5日 - サミュエル・デュランス、アメリカ合衆国の宇宙飛行士（* 1943年）[35]
- 5月5日 - 三代目平和ラッパ、日本の漫才師、お笑いコンビ「平和ラッパ・梅乃ハッパ」メンバー（* 1943年）[36]
- 5月5日 - ジャック・ウィルキンズ（英語版）、アメリカ合衆国のジャズギタリスト（* 1944年）[37]
- 5月5日 - 寿一実、日本の喜劇役者、ローカルタレント、九州新喜劇座長（* 1956年）[38]
- 5月5日 - ジョージ・フーシェ、南アフリカ共和国のレーシングドライバー（* 1965年）[39]
- 5月5日 - あらひろこ、日本のカンテレ奏者（* 生年非公表）[40]
- 5月6日 - ピエトロ・バルッチ（英語版）、イタリアの建築家、都市計画家（* 1922年）[41]
- 5月6日 - メナヘム・プレスラー、ドイツ出身のピアニスト、ボザール・トリオメンバー（* 1923年）[42]
- 5月6日 - トム・ホーンバイン（英語版）、アメリカ合衆国の登山家（* 1930年）[43]
- 5月6日 - ハンナ・ピトキン、アメリカ合衆国の政治学者（* 1931年）[44]
- 5月6日 - ヴァイダ・ブルー、アメリカ合衆国の元MLB選手【オークランド・アスレチックスなどに所属】（* 1949年）[45]
- 5月6日 - ハビブ・チャアブ（英語版）、イラン出身のスウェーデンの政治活動家（* 1973年）[46]
- 5月7日 - ソナ・ツェルヴェナ（英語版）、チェコのメゾソプラノ歌手（* 1925年）[47]
- 5月7日 - ドン・ジャニュアリー（英語版）、アメリカ合衆国の元プロゴルファー、1967年全米プロゴルフ選手権優勝者（* 1929年）[48]
- 5月7日 - マルク・ラロンド、カナダの政治家、元厚生大臣（* 1929年）[49]
- 5月7日 - 楫西省吾、日本の実業家、元オリックス会長（* 1931年?）[50]
- 5月7日 - グレース・バンブリー、アメリカ合衆国のメゾソプラノ歌手（* 1937年）[51]
- 5月7日 - ラリー・マハン（英語版）、アメリカ合衆国のロデオカウボーイ（* 1943年）[52]
- 5月7日 - ショーン・キーン（英語版）、アイルランドのフィドル奏者、チーフタンズメンバー（* 1946年）[53]
- 5月7日 - 大和田明江、日本の農家、かごしま有機生産組合代表取締役会長（* 1949年?）[54]
- 5月7日 - 鈴木康志、日本のミュージシャン、シンガーソングライター、音楽プロデューサー（* 1955年?）[55]
- 5月8日 - 篠原睦治、日本の臨床心理学者、和光大学名誉教授（* 1938年）[56]
- 5月8日 - ヒタ・リー（英語版）、ブラジルのロックシンガー（* 1947年）[57]
- 5月8日 - 武者野勝己、日本の将棋棋士（* 1954年）[58]
- 5月9日 - アントニオ・カルバハル、メキシコの元サッカー選手、元同国代表（* 1929年）[59]
- 5月9日 - 横田忠義、日本の元バレーボール選手・指導者、元同国代表、1972年ミュンヘンオリンピック金メダリスト（* 1947年）[60]
- 5月8日 - ペマ・ツェテン、チベットの映画監督（* 1969年）[61]
- 5月9日 - ヘザー・アームストロング（英語版）、アメリカ合衆国のブロガー（* 1975年）[62]
- 5月9日 - アルマン・ソルディン（英語版）、ボスニア・ヘルツェゴビナ社会主義共和国出身のフランスのジャーナリスト（* 1991年）[63]
- 5月10日 - 三田敏哉、日本の政治家、元東京都議会議員〈第38代東京都議会議長〉（* 1933年）[64][65]。
- 5月10日 - 佐伯尚孝、日本の実業家、元三和銀行頭取（* 1934年）[66]
- 5月10日 - 孫九林（中国語版）、中華人民共和国の資源科学者（* 1937年）[67]
- 5月10日 - イアン・ハッキング、カナダの哲学者（* 1938年）[68]
- 5月10日 - チェ・ジョンフン（朝鮮語版）、韓国の俳優（* 1940年）[69]
- 5月10日 - 富永寿郎、日本の実業家、元和光堂社長（* 1944年）[70]
- 5月10日 - 林淑雅（中国語版）、台湾の法学者、静宜大学教授、総統府原住民歴史正義和転型正義委員会（中国語版）委員（* 1971年）[71][72]
- 5月10日 - 岩崎朗、日本のバイクレーサー（* 1979年）[73]
- 5月10日 - ラス・ニコルソン、イギリスのイラストレーター（* 生年非公表）[74]
- 5月11日 - 伊藤僡彦、日本の政治家、元東京都昭島市長（* 1927年?）[75]
- 5月11日 - ケネス・アンガー、アメリカ合衆国の映像作家（* 1927年）[76]
- 5月11日 - 大場智満、日本の大蔵官僚、元財務官（* 1929年）[77]
- 5月11日 - 中西太、日本の元プロ野球選手【西鉄ライオンズ所属】、西鉄ライオンズ・日本ハムファイターズ・阪神タイガース監督（* 1933年）[78]
- 5月11日 - バリー・ニューマン、アメリカ合衆国の俳優（* 1938年)[79]
- 5月11日 - いなせ家半七、日本の落語家（* 1959年）[80]
- 5月12日 - 川勝泰司、日本の実業家、元南海電気鉄道社長（* 1930年）[81]
- 5月12日 - ドン・デンキンガー、アメリカ合衆国の元MLB審判員（* 1936年）[82]
- 5月12日 - 星野元、日本の実業家、元新潟日報社社長（* 1941年?）[83]
- 5月12日 - オーウェン・デビッドソン、オーストラリアの元テニス選手（* 1943年）[84]
- 5月12日 - フランシス・モンクマン、イギリスの映画音楽作曲家、元カーヴド・エア、元スカイメンバー（* 1949年）[85]
- 5月12日 - 水口幸広、日本の漫画家、イラストレーター（* 1966年）[86]
- 5月12日 - 菅原浩史、日本のオペラ歌手、オペラユニット「THE LEGEND」メンバー（* 1980年）[87]
- 5月12日 - ヘス（朝鮮語版）、韓国のトロット歌手（* 1993年）[88]
- 5月13日 - 小林茂、日本の実業家、元山梨日日新聞社・山梨放送会長（* 1923年?）[89]
- 5月13日 - ジオット・ビッザリーニ（英語版）、イタリアの自動車エンジニア（* 1923年）[90]
- 5月13日 - ウェルドン・オルソン、アメリカ合衆国の元アイスホッケー選手、1960年スコーバレーオリンピック金メダリスト（* 1932年）[91]
- 5月13日 - 池田敬子、日本の元女子体操競技選手、1964年東京オリンピック女子団体総合銅メダリスト（* 1933年）[92]
- 5月13日 - 加藤逸夫、日本の医学者、徳島大学名誉教授（* 1933年?）[93]
- 5月13日 - 小西良太郎、日本の音楽プロデューサー（* 1936年）[94]
- 5月14日 - イングリット・ヘブラー、オーストリアのピアニスト（* 1929年）[95]
- 5月14日 - ドイル・ブランソン（英語版）、アメリカ合衆国のポーカープレイヤー、1976年・77年ワールドシリーズオブポーカー優勝者（* 1933年）[96]
- 5月14日 - 毒島章一、日本の元プロ野球選手【東映フライヤーズ所属】（* 1936年）[97]
- 5月14日 - フェラン・オリベジャ、スペインの元サッカー選手、元同国代表【FCバルセロナなどに所属】（* 1936年）[98]
- 5月14日 - 丸尾育朗、日本の平和運動家、長崎県被爆二世の会会長（* 1941年）[99]
- 5月14日 - ジョン・ギブリン、スコットランドのベーシスト、ダブルベース奏者（* 1952年）[100]
- 5月14日 - ジョン・ルフーア、アメリカ合衆国の編集技師（* 1960年）[101]
- 5月14日 - サマンサ・ワインスタイン（英語版）、カナダ出身の俳優（* 1995年）[102]
- 5月14日 - ヴャチェスラフ・マカロフ、ロシアの軍人、ロシア陸軍大佐、第4機動ライフル旅団（ロシア語版）司令官（* 生年不明）[103]
- 5月14日 - エフゲニー・ブロフコ、ロシアの軍人、陸軍大佐、軍団軍事・政治活動担当副司令官（* 生年不明）[103]
- 5月15日 - 田村俶、日本の現代フランス思想史家、元奈良女子大学学長（* 1932年）[104]
- 5月15日 - 池田弘一、日本の芸能史家、神田外語大学名誉教授（* 1929年）[105]
- 5月15日 - 北村恭二、日本の元大蔵省官僚、元大臣官房総務審議官・証券局長・大阪証券取引所理事長（* 1933年）[106]
- 5月15日 - ロバート・ルーカス、アメリカ合衆国の経済学者、ノーベル経済学賞受賞者（* 1937年）[107]
- 5月15日 - 太田敏孝、日本の材料工学者、名古屋工業大学名誉教授（* 1952年?）[108]
- 5月15日 - 崇山祟、日本の漫画家（* 生年不明）[109]

## 16日 - 31日

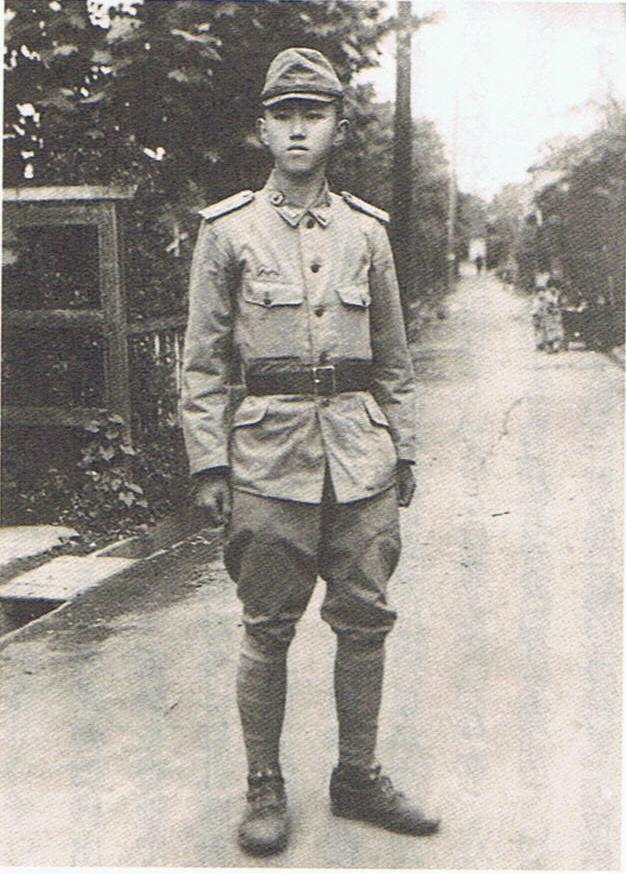
尾山令仁／5月16日没

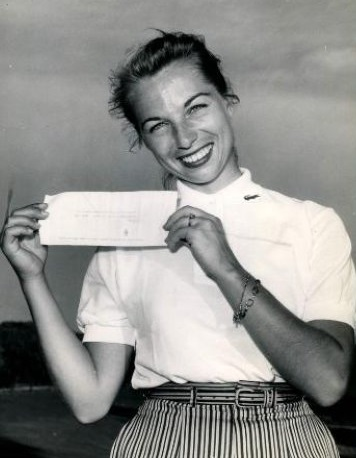
マリーン・ヘギー／5月16日没

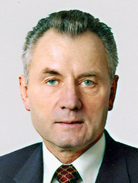
ニコライ・シャクレイン／5月16日没

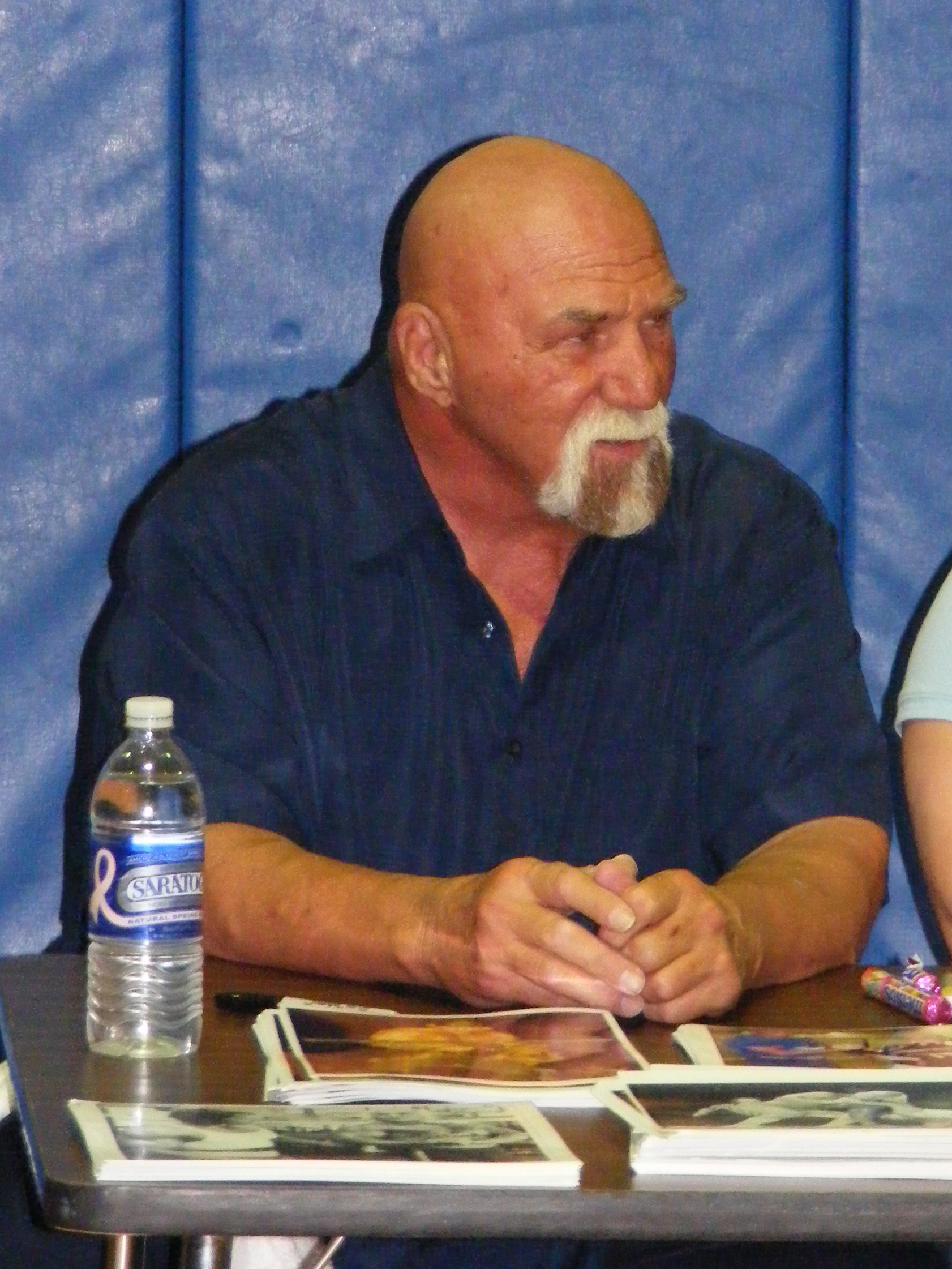
スーパースター・ビリー・グラハム／5月17日没

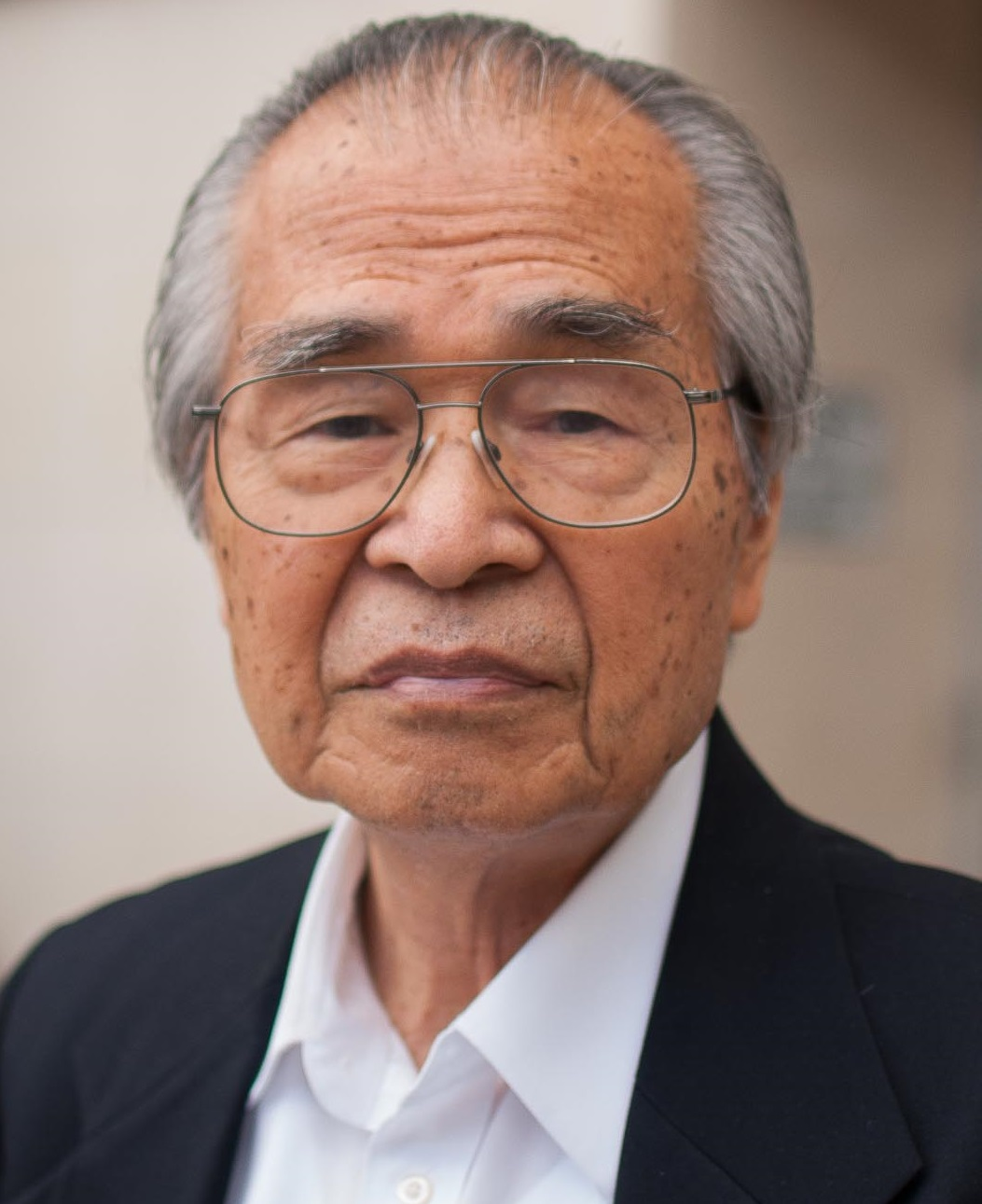
根井正利／5月18日没

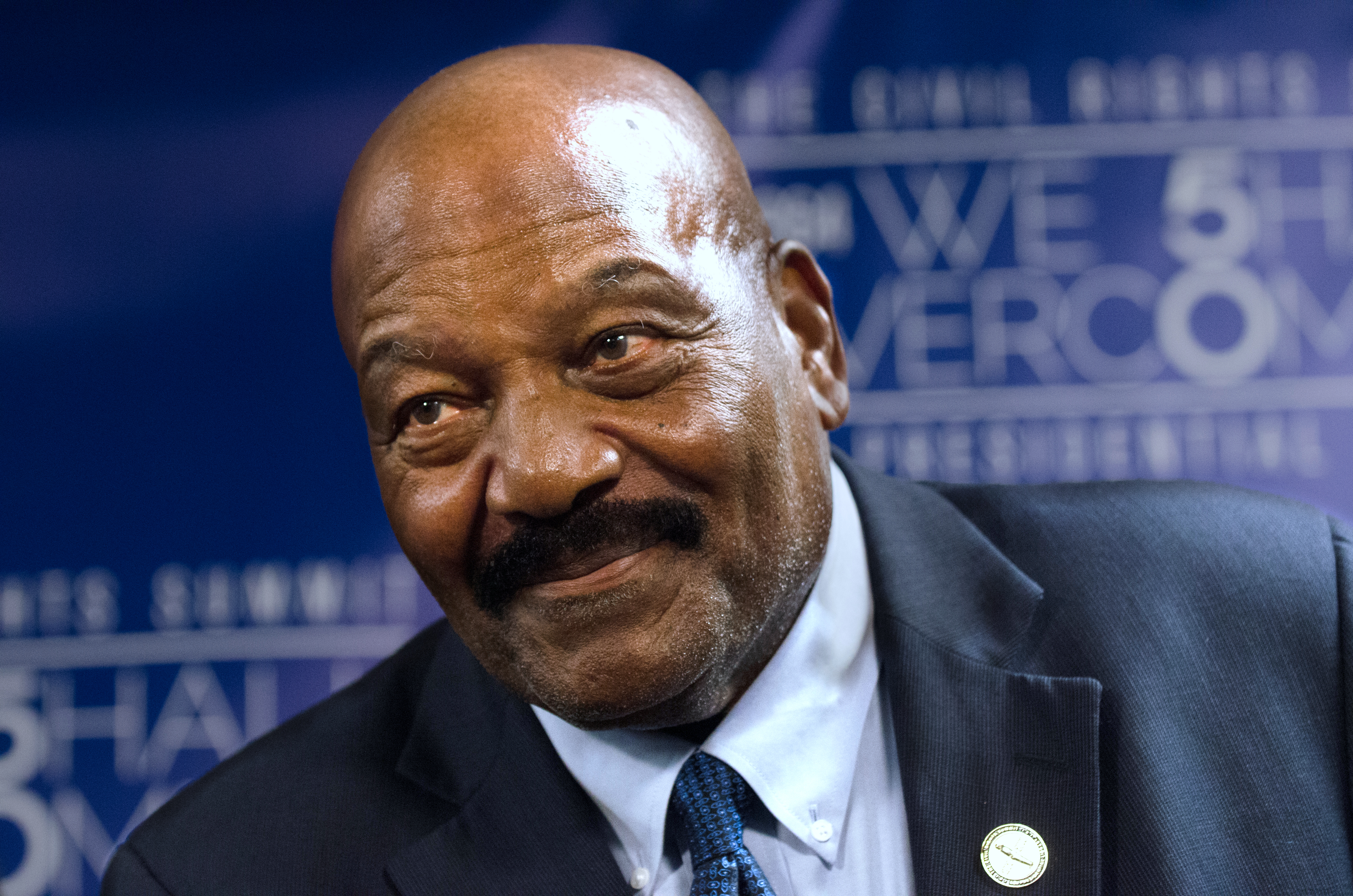
ジム・ブラウン／5月18日没

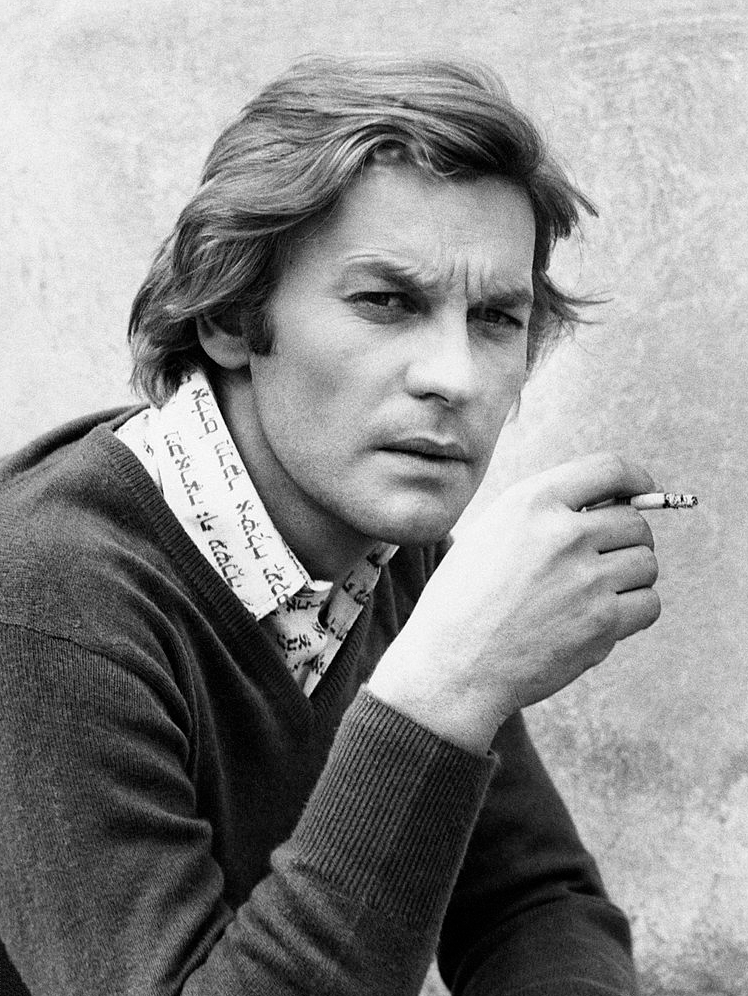
ヘルムート・バーガー／5月18日没

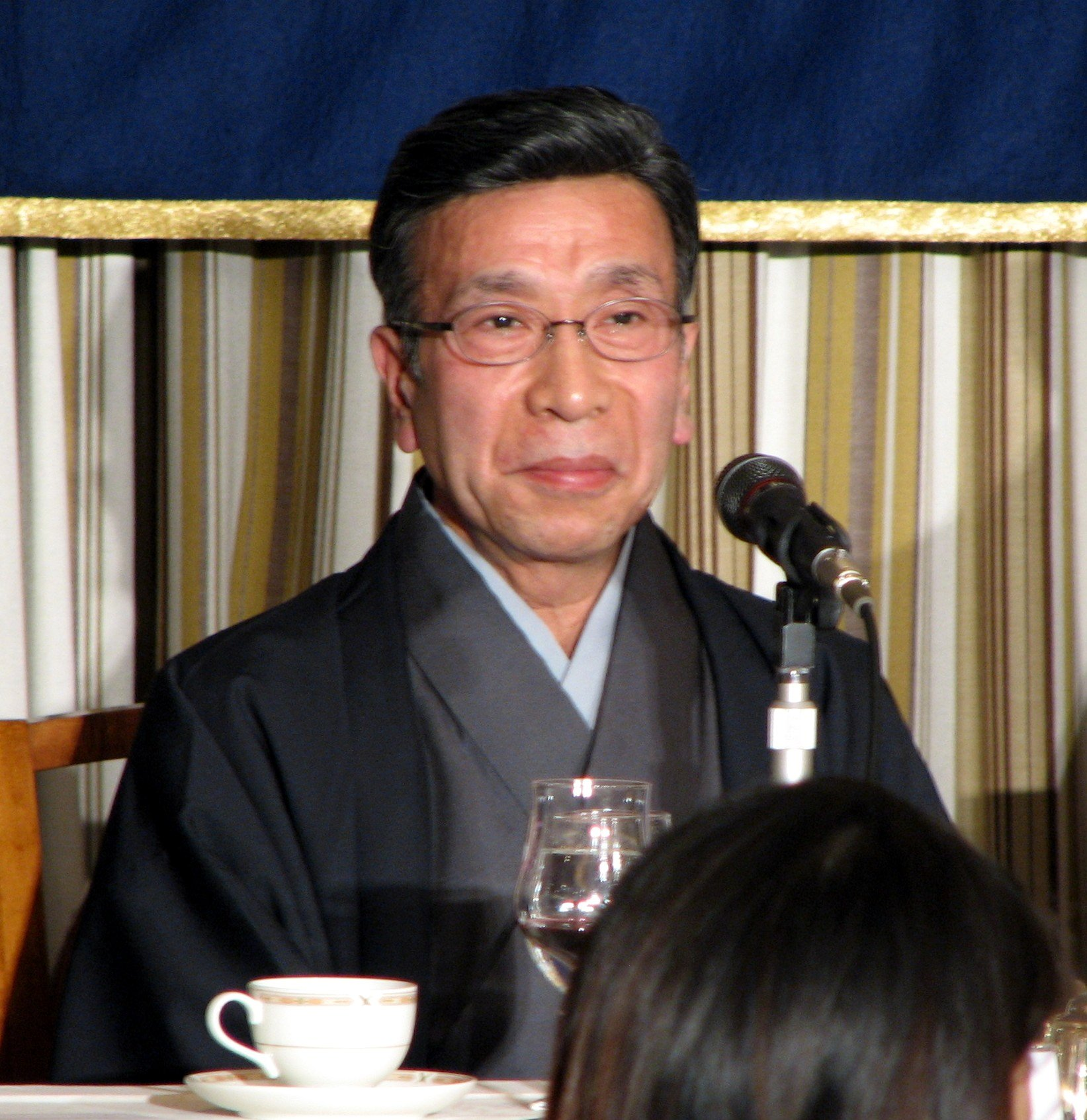
四世市川段四郎／5月18日没

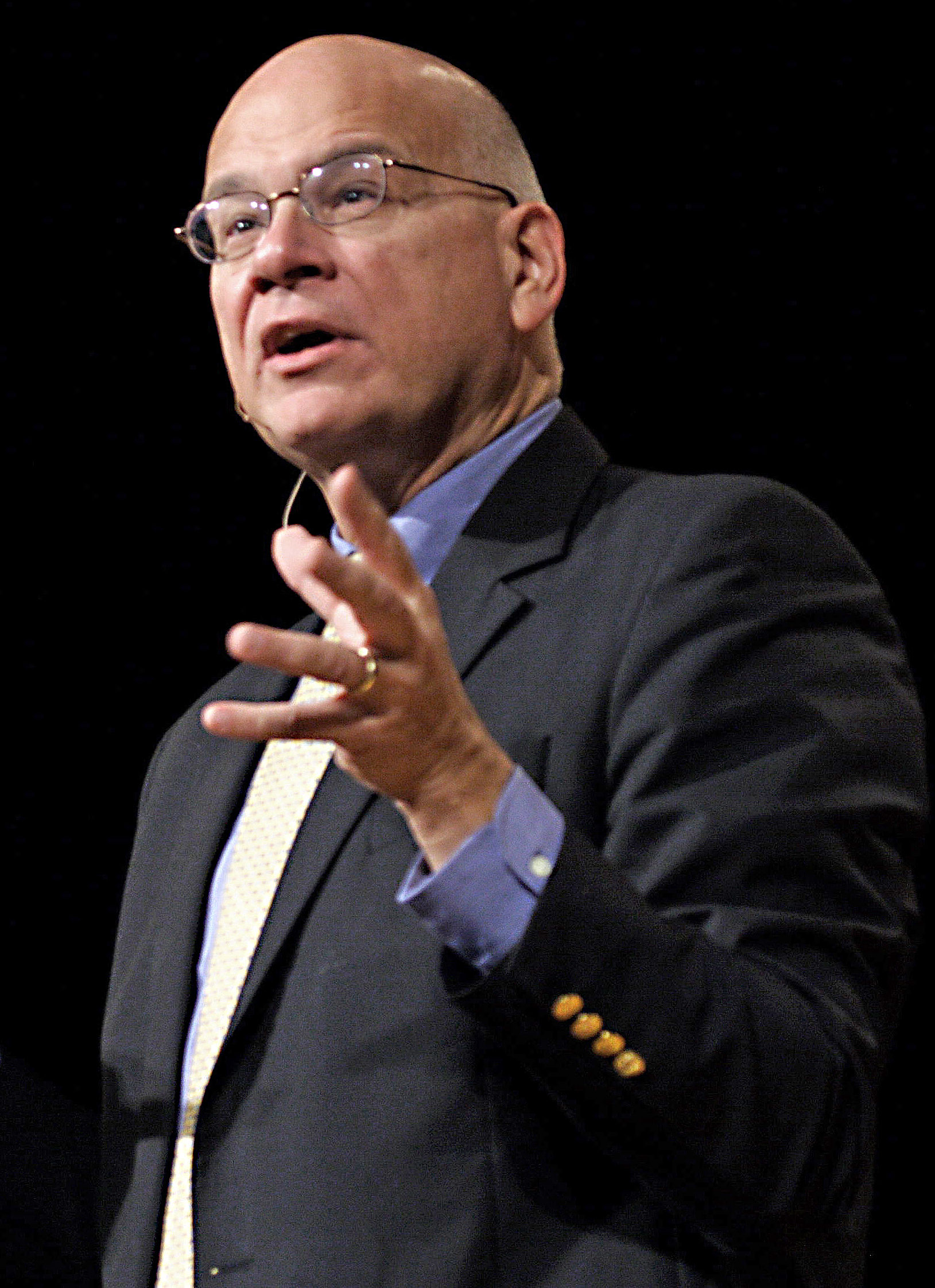
ティモシー・ケラー／5月19日没

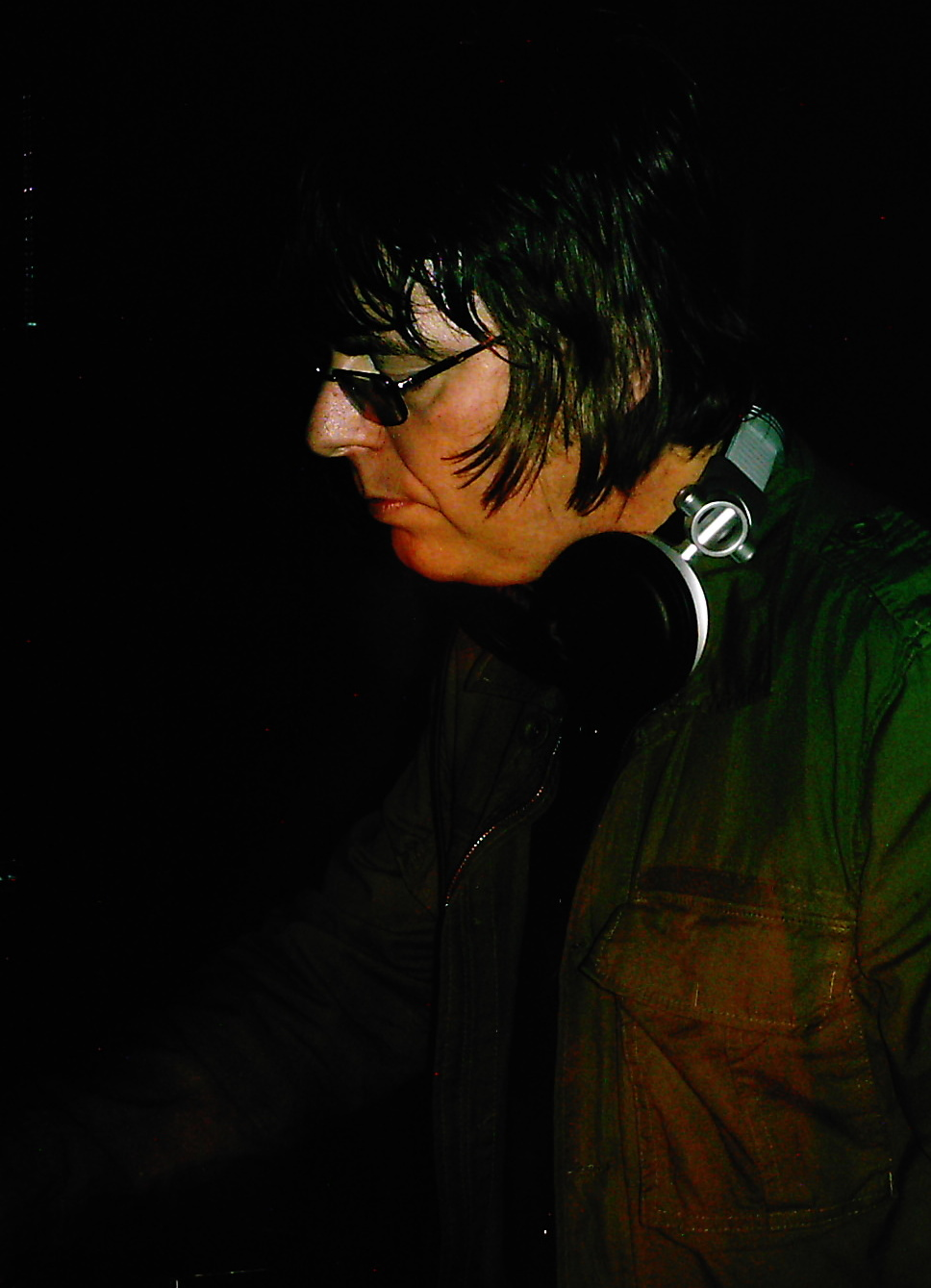
アンディ・ルーク／5月19日没

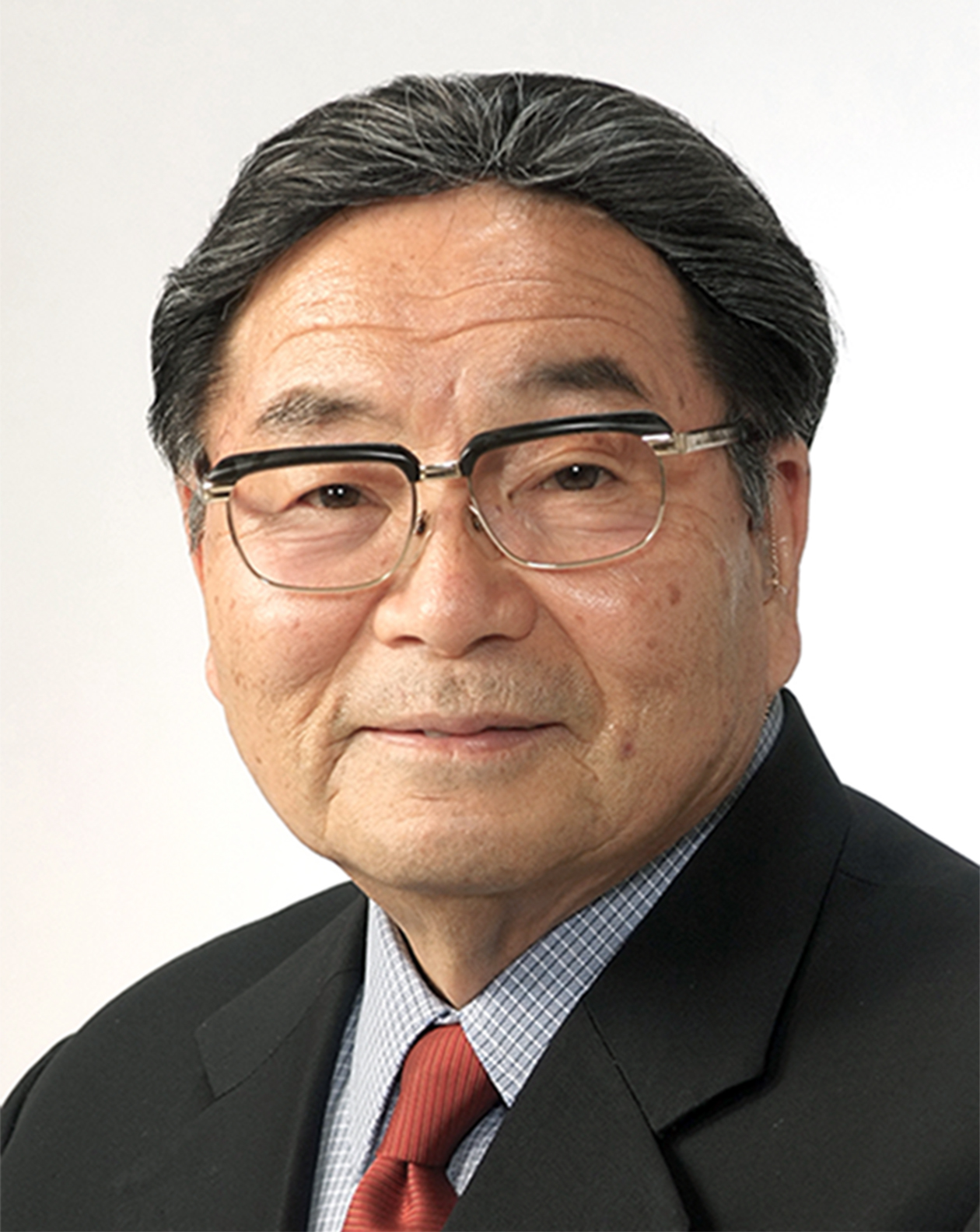
北村誠吾／5月20日没

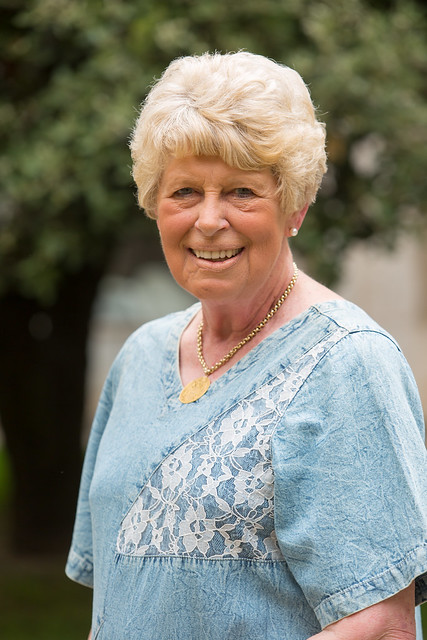
マーガレット・アーチャー／5月21日没

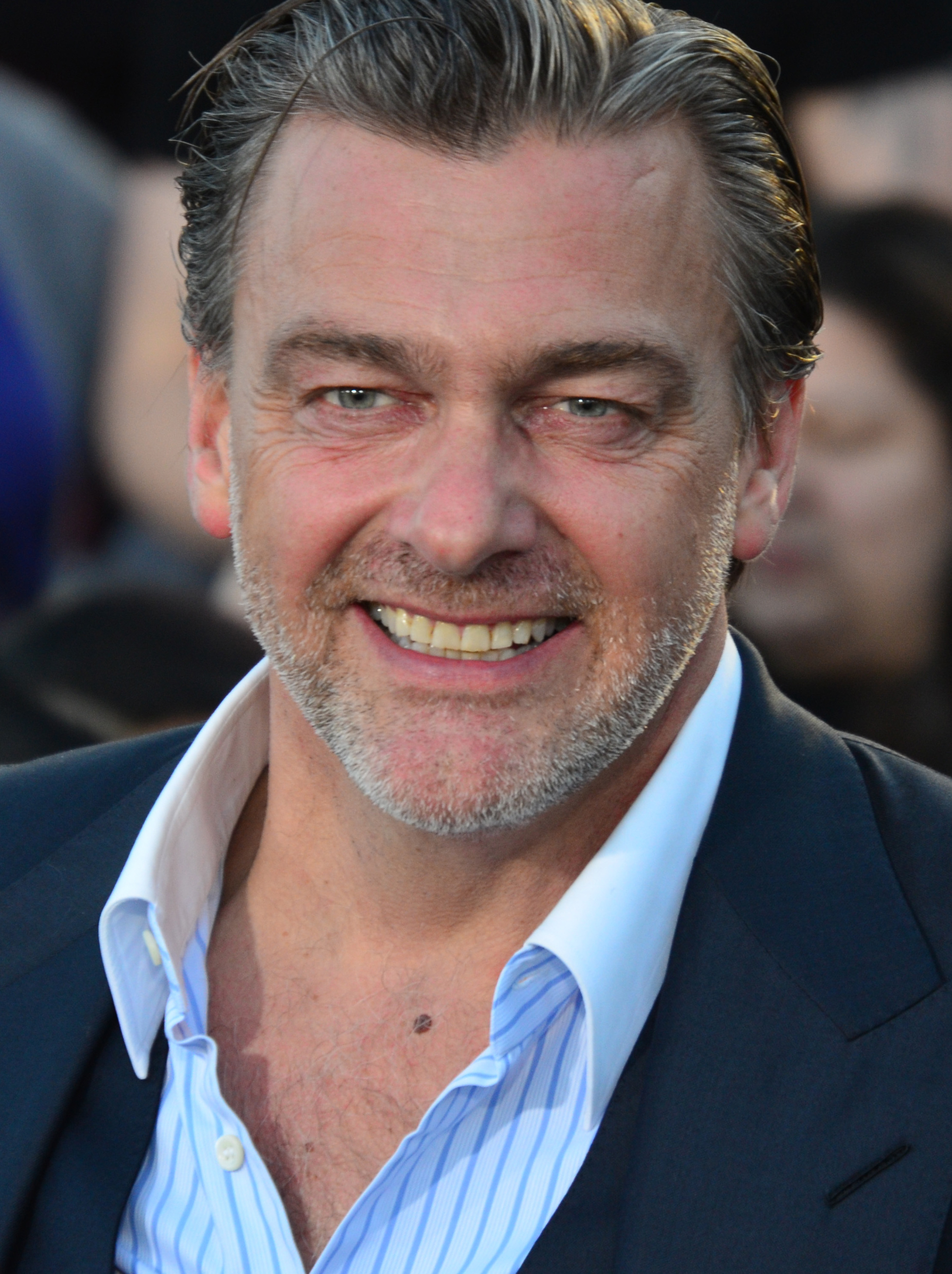
レイ・スティーヴンソン／5月21日没

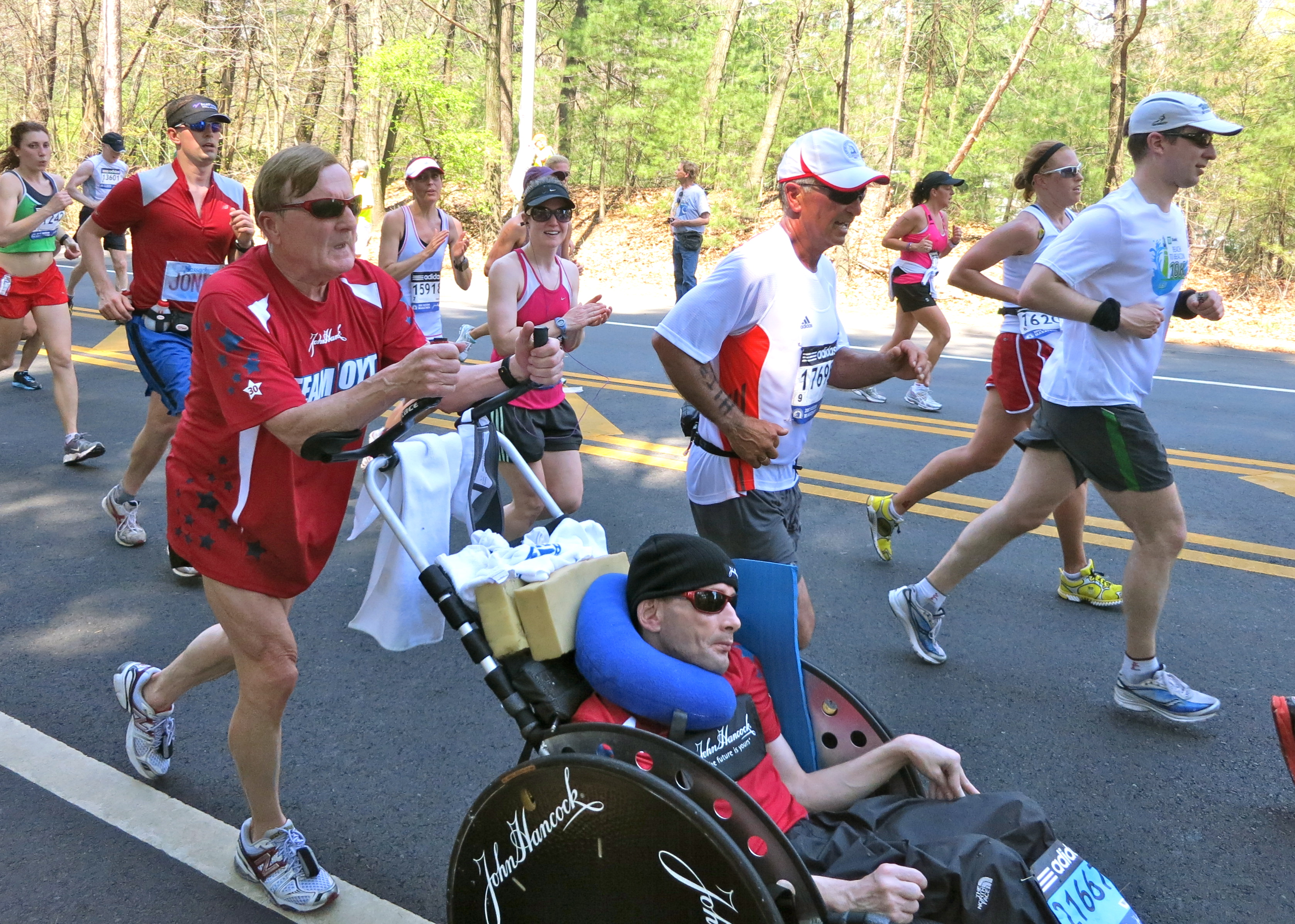
リック・ホイト（車椅子の人物）／5月22日没

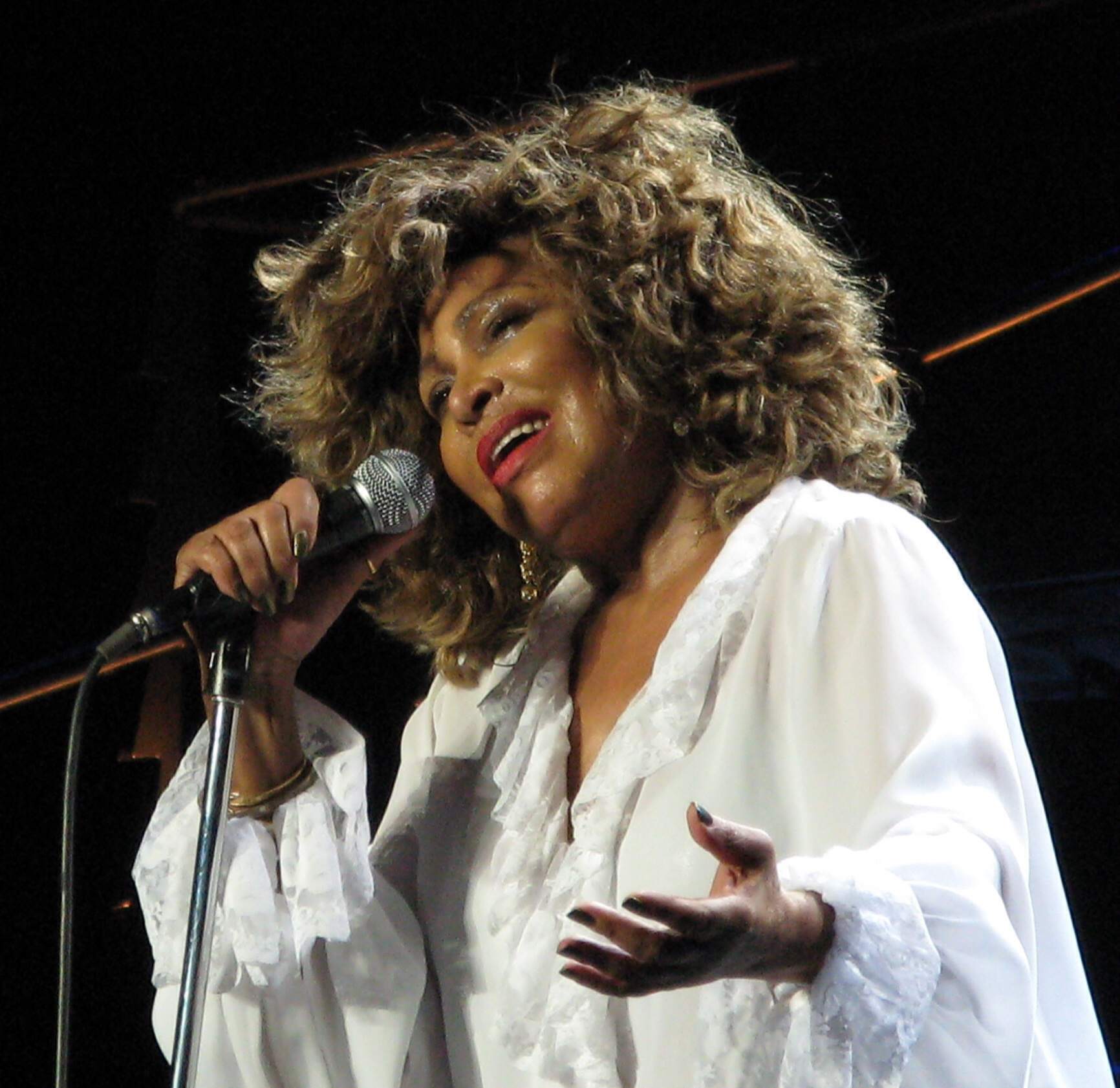
ティナ・ターナー／5月24日没

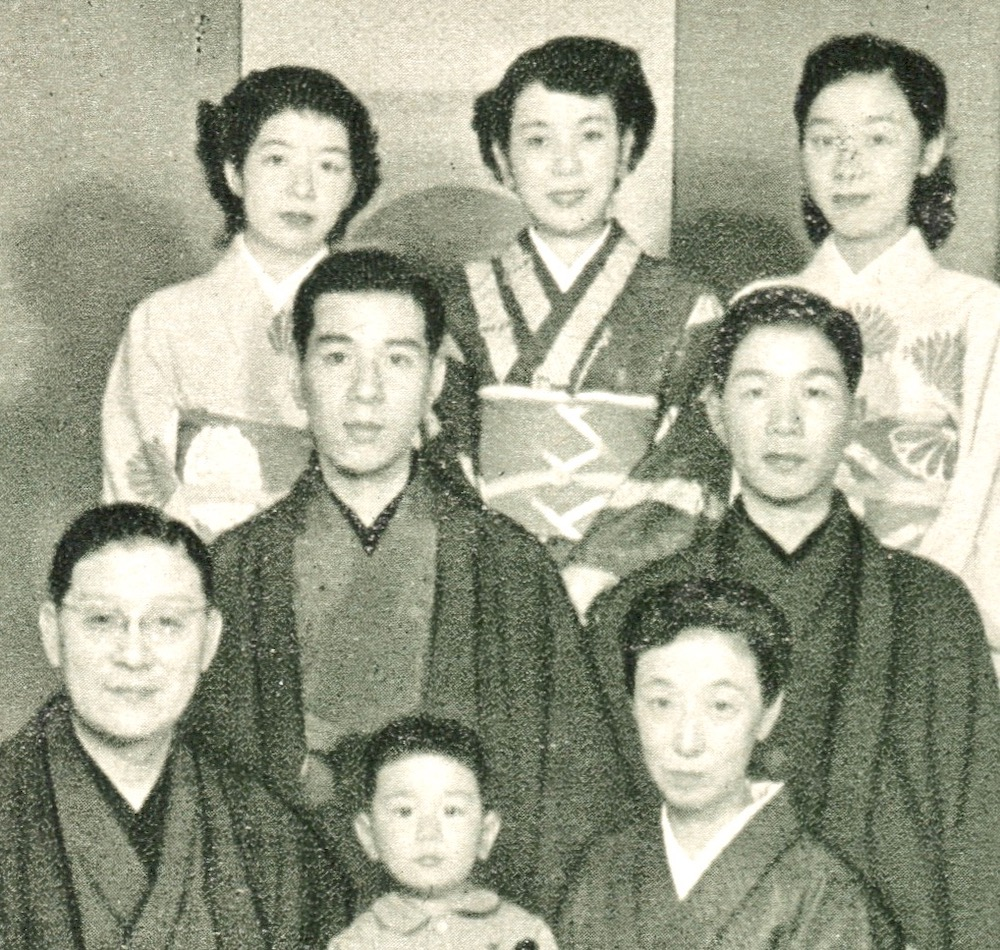
十五世杵屋喜三郎（中列左）／5月25日没

林文月／5月26日没

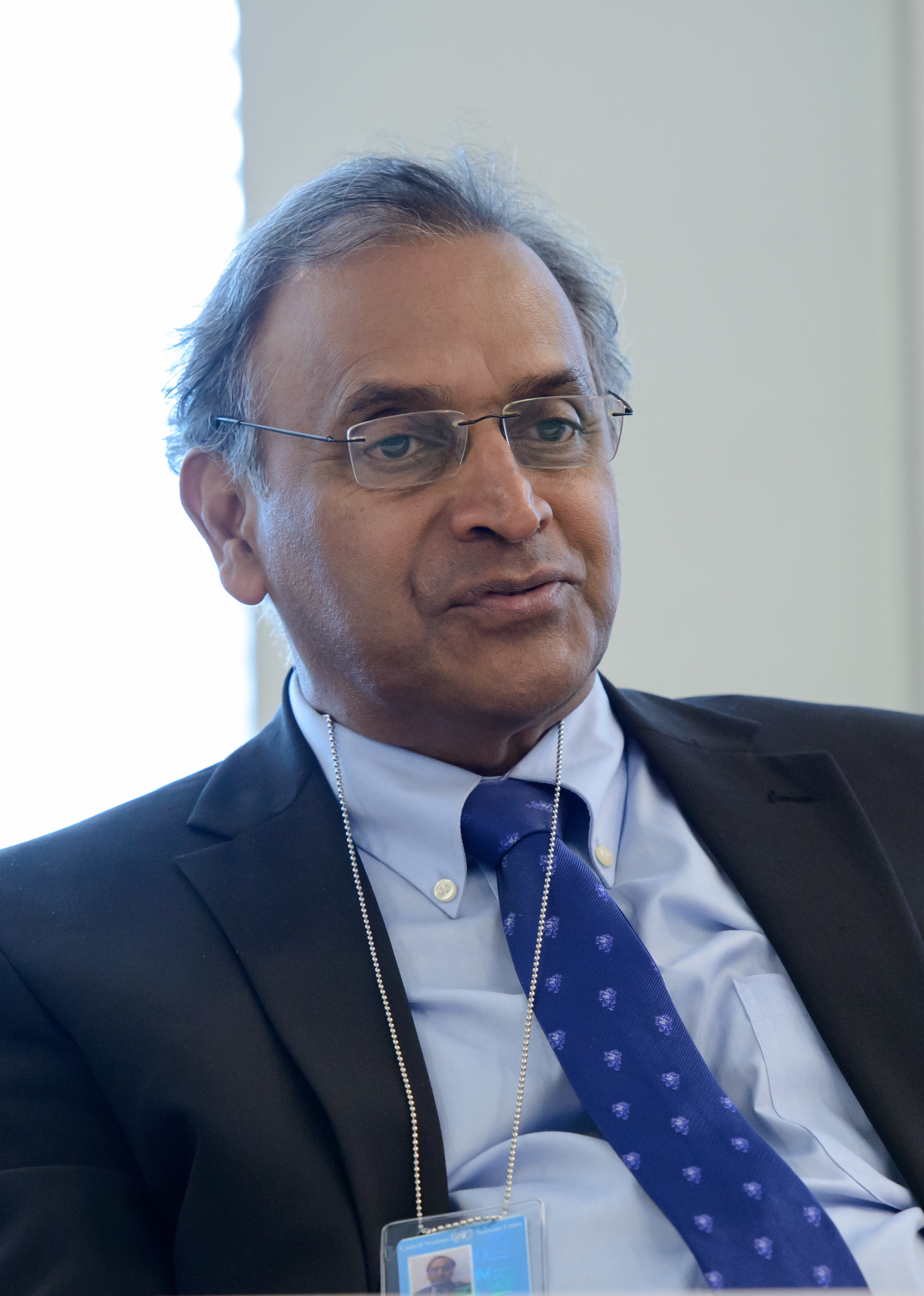
ジャヤンタ・ダナパラ／5月27日没

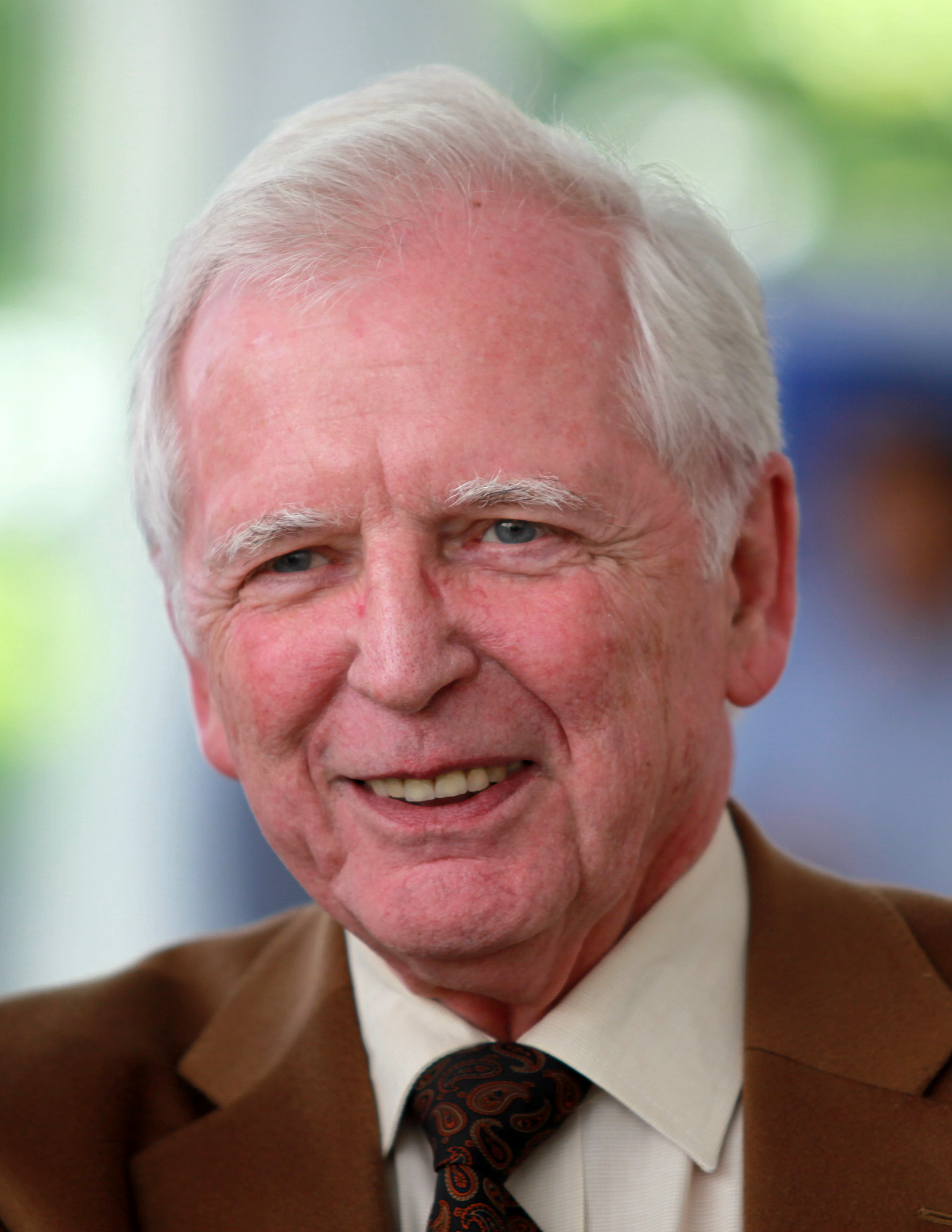
ハラルド・ツア・ハウゼン／5月28日没

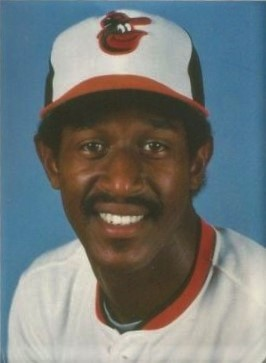
マイク・ヤング／5月28日没

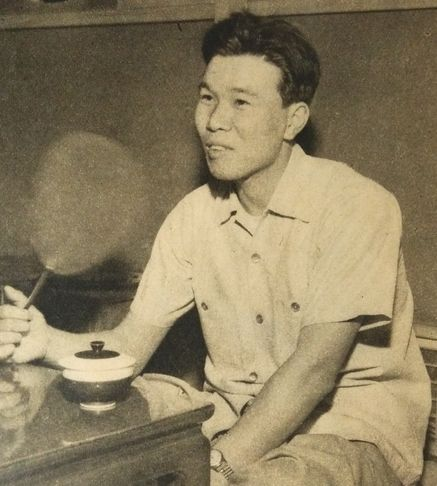
植村義信／5月30日没

- 5月16日 - 尾山令仁、日本の聖書キリスト教会牧師、神学者、聖書学者、神学校教師（* 1927年）[110]
- 5月16日 - マリア・ミース、ドイツの社会学者（* 1931年）[111]
- 5月16日 - 一倉康洋、日本の実業家、元三菱金属（現三菱マテリアル）常務取締役（* 1932年?）[112]
- 5月16日 - マリーン・ヘギー、アメリカ合衆国のプロゴルファー、米LPGA創始者の最後の生存者（* 1934年）[113]
- 5月16日 - レスター・スターリング（英語版）、ジャマイカのサクソフォン奏者、元スカタライツメンバー（* 1936年）[114]
- 5月16日 - ニコライ・シャクレイン、ロシアの政治家、検察官、元ロシア連邦検事副総長、元キーロフ州知事（* 1943年）[115]
- 5月16日 - 大西明、日本の物理学者、京都大学基礎物理学研究所教授（* 1964年）[116]
- 5月16日 - 梶原誠司、日本の情報工学者、九州工業大学副学長（* 1965年）[117]
- 5月17日 - ニーナ・ウィリス、アメリカ合衆国のスーパーセンテナリアン（* 1909年）[118]
- 5月17日 - 劉鳳学（中国語版）、台湾の舞踊家（* 1925年）[119]
- 5月17日 - グラハム・ギブソン（英語版）、オーストラリアの陸上競技選手、1956年メルボルンオリンピック4×400mリレー銀メダリスト（* 1932年）[120]
- 5月17日 - 佐々波楊子、日本の経済学者、慶應義塾大学名誉教授（* 1932年）[121]
- 5月17日 - 春日三球、日本の漫才師、夫婦漫才コンビ「春日三球・照代」メンバー（* 1933年）[122]
- 5月17日 - シュリチャンド・パルマナンド・ヒンドゥージャ（英語版）、英領インド（現パキスタン）出身のイギリスの実業家、ヒンドゥージャ・グループ（英語版）会長（* 1935年）[123]
- 5月17日 - 長山勝、日本の口腔外科学者、徳島大学名誉教授（* 1942年）[124]
- 5月17日 - スーパースター・ビリー・グラハム、アメリカ合衆国の元プロレスラー、元WWWFヘビー級王者、WWE殿堂（* 1943年）[125]
- 5月17日 - アルジー・ワード（英語版）、アメリカ合衆国のミュージシャン、元タンクメンバー（* 1959年）[126]
- 5月17日 - キャツペル・テキエリ（英語版）、ポーランドの登山家（* 1984年）[127]
- 5月18日 - バディ・メルジェス（英語版）、アメリカ合衆国の元セーリング選手、1972年ミュンヘンオリンピックソリング級金メダリスト（* 1930年）[128]
- 5月18日 - 根井正利、日本出身のアメリカ合衆国の集団遺伝学者、進化生物学者、ペンシルベニア州立大学教授（* 1931年）[129][130]
- 5月18日 - ジム・ブラウン、アメリカ合衆国の元アメリカンフットボール選手【クリーブランド・ブラウンズ所属】、プロフットボール殿堂、俳優（* 1936年）[131]
- 5月18日 - サム・ゼル（英語版）、アメリカ合衆国の投資家（* 1941年）[132]
- 5月18日 - ヘルムート・バーガー、オーストリアの俳優（* 1944年）[133]
- 5月18日 - 四世市川段四郎、日本の歌舞伎役者（* 1946年）[134]
- 5月18日 - メフメト・オズレック（英語版）、トルコのギネス世界記録保持者、世界一長い鼻の持ち主（* 1949年）[135]
- 5月18日 - ラシッド・バター（英語版）、アメリカ合衆国の陰謀論者、反ワクチン活動家、オステオパシー治療家（* 1966年）[136]
- 5月19日 - 橋本はなよ、日本のスーパーセンテナリアン（* 1912年）[137]
- 5月19日 - ピート・ブラウン（英語版）、イギリスの詩人、作詞家（* 1940年）[138]
- 5月19日 - 野村輝之、日本の冒険家（* 1941年）[139]
- 5月19日 - 上岡龍太郎、日本のタレント、司会者（* 1942年）[140]
- 5月19日 - 秋吉康、日本の詩人・俳人（* 1945年）[141]
- 5月19日 - マーティン・エイミス、イギリスの小説家、マンチェスター大学教授（* 1949年）[142]
- 5月19日 - ティモシー・ケラー、アメリカ合衆国の長老派牧師、神学者、キリスト教弁証家（* 1950年）[143]
- 5月19日 - ジェヴァド・カラハサン（英語版）、ボスニア・ヘルツェゴヴィナの作家、エッセイスト、哲学者（* 1953年）[144]
- 5月19日 - クリスチャン・アーロン・ブローニュ（英語版）、フランスの写真家、俳優、作家、アラン・ドロンの非嫡出子（* 1962年）[145]
- 5月19日 - アンディ・ルーク、イギリスのベーシスト、ロックバンド「ザ・スミス」元メンバー（* 1964年）[146]
- 5月20日 - 野﨑元治、日本の大蔵官僚、銀行家、元十八銀行頭取（* 1928年?）[147]
- 5月20日 - 木村茂、日本の医学者、愛媛大学名誉教授、元愛媛大学医学部附属病院院長（* 1930年?）[148]
- 5月20日 - 大南正瑛、日本の材料力学者、立命館大学元学長、名誉教授（* 1931年）[149]
- 5月20日 - 高橋弘次、日本の仏教学者、佛教大学元学長、金戒光明寺第74世法主（* 1934年）[150]
- 5月20日 - リチャード･マクダーモット（英語版）、アメリカ合衆国の元スピードスケート選手、1964年インスブルックオリンピック500m金メダリスト（* 1940年）[151]
- 5月20日 - リック・ハメル（英語版）、アメリカ合衆国のスポーツジャーナリスト（* 1946年）[152]
- 5月20日 - 北村誠吾、日本の政治家、自由民主党衆議院議員、元地方創生担当大臣（* 1947年）[153]
- 5月20日 - 清水正智、日本の元レーシングドライバー、歯科医師（* 1948年）[154]
- 5月20日 - ブライアン・シュル（英語版）、アメリカ合衆国の空軍軍人、写真家（*1948年）[155]
- 5月20日 - レオン・イチャソ（英語版）、キューバ出身のアメリカ合衆国の映画監督（* 1948年）[156]
- 5月20日 - ピョートル・クチェレンコ、ロシアの官僚、科学・高等教育省次官（* 1976年?）[157]
- 5月20日 - 河原田明、日本の元プロ野球選手（* 1940年）[158]
- 5月21日 - ルー・パルター、アメリカ合衆国の俳優（* 1928年）[159]
- 5月21日 - 深堀好敏、日本の被爆者、元長崎平和推進協会写真資料調査部部会長（* 1929年）[160]
- 5月21日 - マーガレット・アーチャー、イギリスの社会学者、ウォーリック大学教授（* 1943年）[161]
- 5月21日 - デビッド・プラント（英語版）、アメリカ合衆国の農家（* 1946年?）[162]
- 5月21日 - クロード・ノエル（英語版）、トリニダード・トバゴの元プロボクサー、元WBAライト級王者（* 1948年）[163]
- 5月21日 - 萩原史郎、日本の写真家（* 1959年）[164]
- 5月21日 - レイ・スティーヴンソン、北アイルランドの俳優（* 1964年）[165]
- 5月22日 - ウィム・ユーデンハウト（英語版）、スリナムの政治家、元首相（* 1937年）[166]
- 5月22日 - チャス・ニュービー（英語版）、イギリスのベーシスト、元ビートルズメンバー（* 1941年）[167]
- 5月22日 - 浅草駒太夫、日本のストリッパー（* 1941年）[168]
- 5月22日 - フェルース・ムスタフォフ（英語版）、マケドニア出身のサクソフォン奏者（* 1950年）[169]
- 5月22日 - ペギー・リー・レザー、アメリカ合衆国の元女子プロレスラー（* 1959年）[170]
- 5月22日 - リック・ホイト、アメリカ合衆国のマラソンランナー（* 1962年）[171]
- 5月22日 - 外谷英樹、日本の経済学者、名古屋市立大学教授（* 1968年?）[172]
- 5月22日 - 須藤理恵、日本のお笑い芸人、お笑いコンビ「青空」メンバー（* 1977年）[173]
- 5月22日 - 新井康徳、日本のドラマー、ロックバンド「BAAD」メンバー（* 1967年）[174]
- 5月23日 - 日渡惺朗、日本の実業家、元山陽特殊製鋼社長（* 1930年?）[175]
- 5月23日 - フロイド・ニューマン（英語版）、アメリカ合衆国のジャズサクソフォン奏者（* 1931年）[176]
- 5月23日 - レッド・ホルト（英語版）、アメリカ合衆国のジャズ／ソウルドラマー（* 1932年）[177]
- 5月23日 - ロバート・ジマー（英語版）、アメリカ合衆国の数学者、元シカゴ大学総長（* 1947年）[178]
- 5月23日 - 和田久士、日本の写真家（* 1947年）[179]
- 5月23日 - ジョン・ダニング、アメリカ合衆国の推理作家（* 1949年）[180]
- 5月23日 - シェルドン・レイノルズ（英語版）、アメリカ合衆国のギタリスト、歌手、元アース・ウインド&ファイアーメンバー（* 1959年）[181]
- 5月23日 - カーク・アーリントン、アメリカ合衆国のドラマー、ヘヴィメタルバンド「メタル・チャーチ」元メンバー（* 1962年）[182]
- 5月23日 - 小川直久、日本のプロサーファー（* 1972年）[183]
- 5月24日 - ビル・リー、アメリカ合衆国のジャズミュージシャン（* 1928年）[184]
- 5月24日 - 奥山コーシン、日本の放送作家、作詞家、ラジオパーソナリティ（* 1938年）[185]
- 5月24日 - ティナ・ターナー、アメリカ合衆国の歌手（* 1939年）[186]
- 5月24日 - ハビエル・アルバレス（英語版）、メキシコの作曲家（* 1956年）[187]
- 5月24日（遺体発見日） - ジェファーソン・マチャド（英語版）、ブラジルのジャーナリスト、俳優（* 1978年）[188]
- 5月25日 - ヘーゼル・プラマー、アメリカ合衆国のスーパーセンテナリアン（* 1908年）[189]
- 5月25日 - 十五世杵屋喜三郎、日本の長唄唄方、人間国宝（* 1923年）[190]
- 5月25日 - 千葉まつ江、日本の染織家（* 1929年?）[191]
- 5月25日 - 松野浩二、日本の実業家、元日立金属社長（* 1930年）[192]
- 5月26日 - 野﨑元治、日本の銀行家、元十八銀行頭取（* 1927年）[193]
- 5月26日 - 内山徹、日本の実業家、元東急百貨店社長（* 1931年?）[194]
- 5月26日 - 林文月、台湾の翻訳家、日本文学研究者（* 1933年）[195]
- 5月26日 - イーゴリ・バシリエフ（英語版）、ロシアの元ハンドボール選手、1992年バルセロナオリンピック金メダリスト【EUN代表】（* 1966年）[196]
- 5月27日 - モルデチャイ・レヒトマン（英語版）、イスラエルのファゴット奏者、指揮者、編曲家（* 1926年）[197]
- 5月27日 - イリヤ・カバコフ、ソビエト連邦出身の現代美術家（* 1933年）[198]
- 5月27日 - ジャヤンタ・ダナパラ、スリランカの外交官、元駐米大使、元国連軍縮担当事務次官補、元パグウォッシュ会議会長（* 1938年）[199]
- 5月27日 - 新美俊宏、日本のドラマー、ハードロックバンド「BOWWOW」メンバー（* 1956年?）[200]
- 5月27日 - 藤井徹貫、日本の音楽ライター、小説家、放送作家（* 1959年）[201]
- 5月28日 - イザ・バルツィッツァ（英語版）、イタリアの女優（* 1929年）[202]
- 5月28日 - キム・ソクフン（朝鮮語版）、韓国の俳優（* 1929年）[203]
- 5月28日 - 藤浦敦、日本の映画監督・プロデューサー、落語作家（* 1930年）[204]
- 5月28日 - アントニオ・ガラ（英語版）、スペインの詩人、劇作家、作家（* 1930年）[205]
- 5月28日 - 中村哮夫、日本の演出家（* 1931年）[206]
- 5月28日 - ミルト・ラーセン（英語版）、アメリカ合衆国の俳優、マジシャン、マジックキャッスル創設者（* 1931年）[207]
- 5月28日 - 崔一男、韓国の小説家（* 1932年）[208]
- 5月28日 - ハラルド・ツア・ハウゼン、ドイツのウイルス学者、ノーベル生理学・医学賞受賞者（* 1936年）[209]
- 5月28日 - 香田忍、日本の制御工学者、名古屋大学名誉教授（* 1949年）[210]
- 5月28日 - マイク・ヤング、アメリカ合衆国の元MLB・プロ野球選手【ボルチモア・オリオールズ、広島東洋カープなどに所属】（* 1960年）[211]
- 5月29日 - 霜田光一、日本の物理学者、東京大学名誉教授（* 1920年）[212]
- 5月29日 - 五代目岩井紫若、日本の舞踊家（* 1925年）[213]
- 5月29日 - ロビン・ワグナー（英語版）、アメリカ合衆国の舞台美術家（* 1933年）[214]
- 5月29日 - トーマス・バーゲンソール（英語版）、チェコスロバキア出身の元国際司法判事（* 1934年）[215]
- 5月29日 - ペーター・ジモニシェック（英語版）、オーストリアの俳優（* 1946年）[216]
- 5月29日 - 前村悟、日本の実業家、芸能事務所ノーリーズン社長（* 1945年?）[217]
- 5月29日 - ビテスラフ・マハ（英語版）、チェコの元アマチュアレスリング選手、1972年ミュンヘンオリンピックグレコローマン74kg級金メダリスト（* 1948年）[218]
- 5月29日 - 渡辺勉、日本の元プロ野球選手【阪急ブレーブス所属】（* 1949年）[219]
- 5月29日 - 中島国章、日本のプロ野球スカウト【ヤクルトスワローズ・読売ジャイアンツ所属】（* 1952年）[220]
- 5月30日 - グルディアル・シン（英語版）、インドの登山家（* 1924年）[221]
- 5月30日 - 元浜貫一、日本の政治家、元岡山県議会議長、元自由民主党岡山県連幹事長（* 1926年）[222]
- 5月30日 - 植村義信、日本の元プロ野球選手【毎日オリオンズ・毎日大映オリオンズ所属】、元日本ハムファイターズ監督（* 1935年）[223]
- 5月30日 - ハンス＝ピーター・フェルドマン（英語版）、ドイツの造形作家（* 1941年）[224]
- 5月30日 - ジョン・ビーズリー、アメリカ合衆国の俳優（* 1943年）[225]
- 5月30日（遺体発見日） - ルイス・スティツィンガー（ドイツ語版）、ドイツの登山家（* 1968年）[226]
- 5月30日 - ライサ・オファリル・ボラモス（英語版）、キューバの元バレーボール選手、1992年バルセロナ・1996年アトランタオリンピック女子金メダリスト（* 1972年）[227]
- 5月31日 - ヴェラ・プーチナ（英語版）、ジョージアの女性、ウラジーミル・プーチンの実母を自称する人物（* 1926年）[228]
- 5月31日 - アミタイ・エツィオーニ、アメリカ合衆国の社会学者（* 1929年）[229]
- 5月31日 - 児島仁、日本の実業家、元NTT社長（* 1930年）[230]
- 5月31日 - ガビ・トルコフスキー（英語版）、ベルギーのダイヤモンドカッター（* 1939年）[231]
- 5月31日 - ディッキー・ハレル（英語版）、アメリカ合衆国のドラマー、元ジーン・ヴィンセント & ヒズ・ブルー・キャップスメンバー（* 1940年）[232]
- 5月31日 - アマ・アタ・アイドゥ、ガーナの詩人、脚本家、小説家（* 1942年）[233]
- 5月31日 - セルジオ・カルデロン（英語版）、メキシコ出身のアメリカ合衆国の俳優（* 1945年）[234]
- 5月31日 - 石川学、日本の脚本家、アニメーションプロデューサー（* 1969年[235]）[236]
- 5月31日 - クレセンチャノ・ブンドゥキン、フィリピンのラジオパーソナリティ（* 1972年?）[237]
- 5月31日 - イ・ピョン、大韓民国のモデル（* 1980年）[238]

## 没日不明
- 勝部義夫、日本の俳優（* 1934年）[239]